# Biserica reformată din Alma

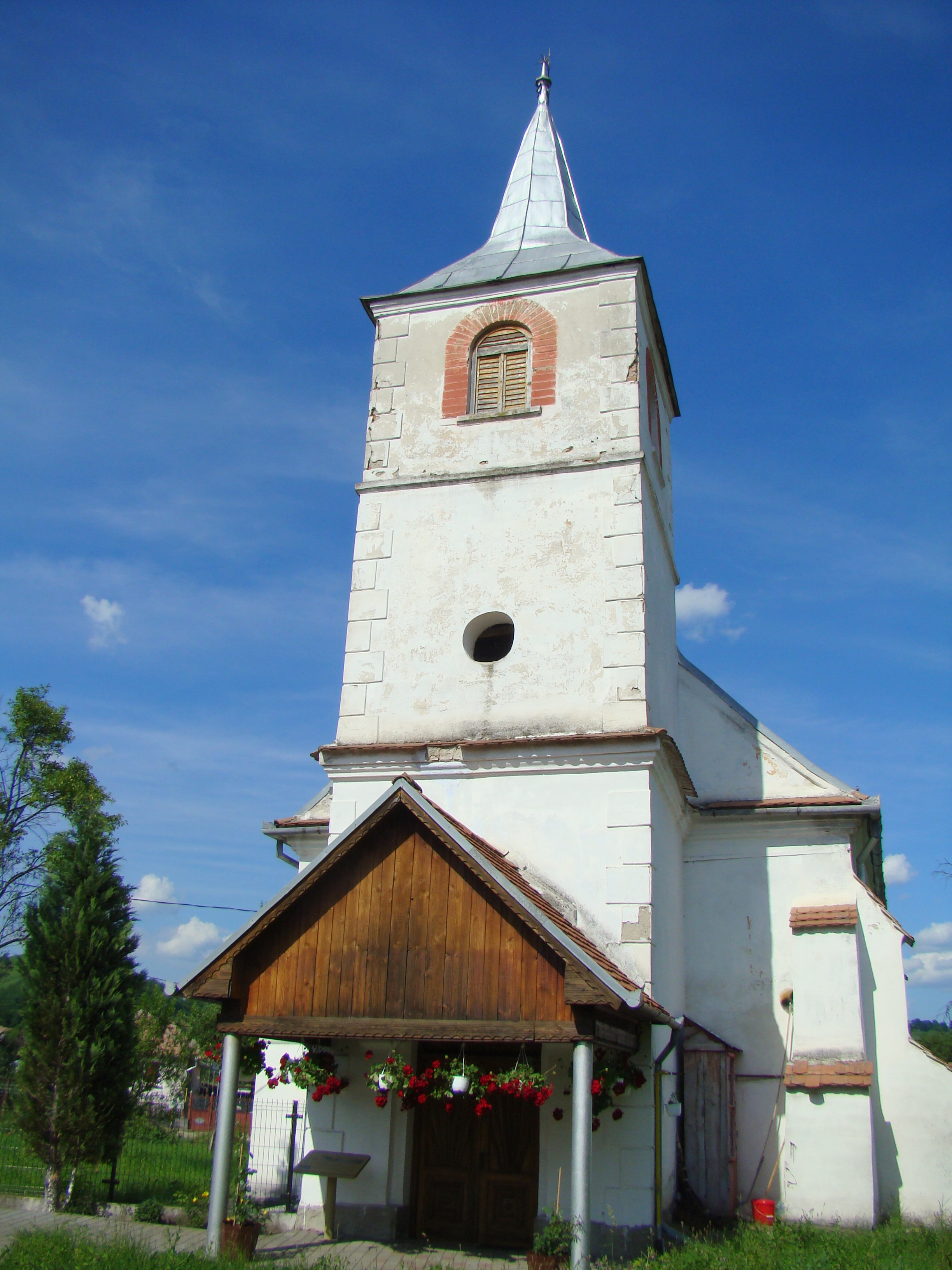
Biserica reformată din Alma, comuna Alma, județul Sibiu, foto: iunie 2017.

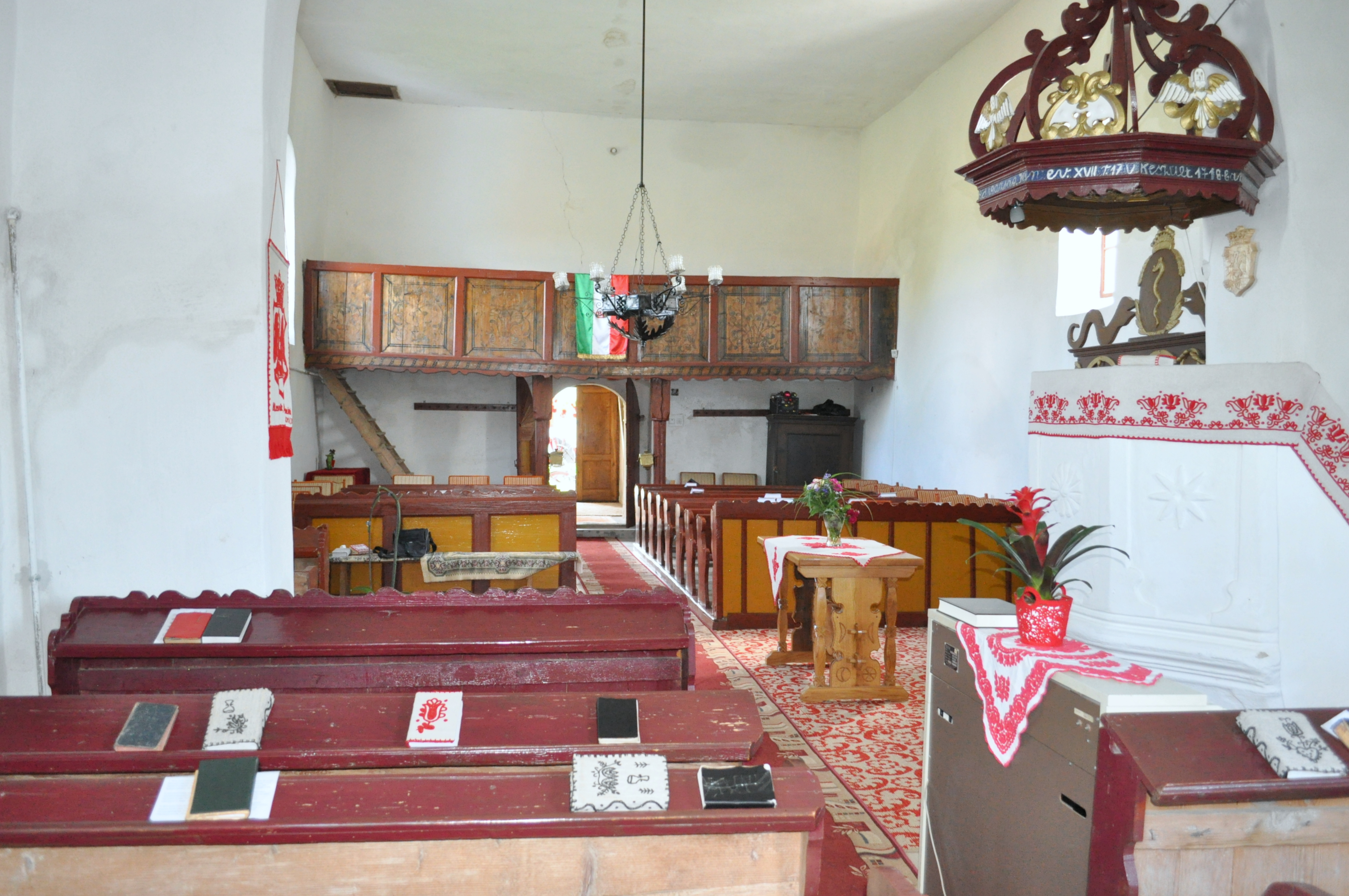
Biserica reformată din Alma, comuna Alma, județul Sibiu, foto: iunie 2017.

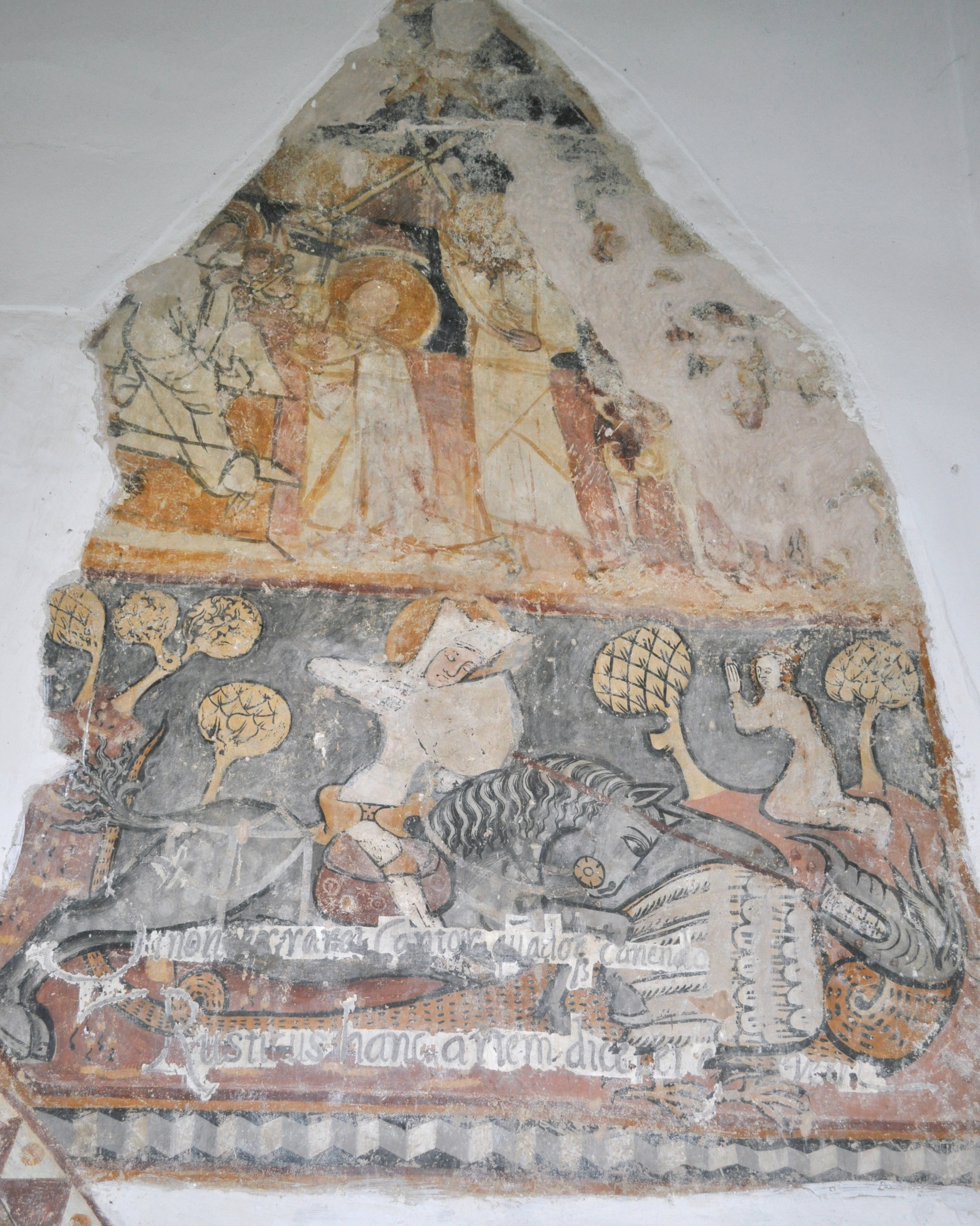
Sfântul Gheorghe ucigând balaurul, pictură gotică

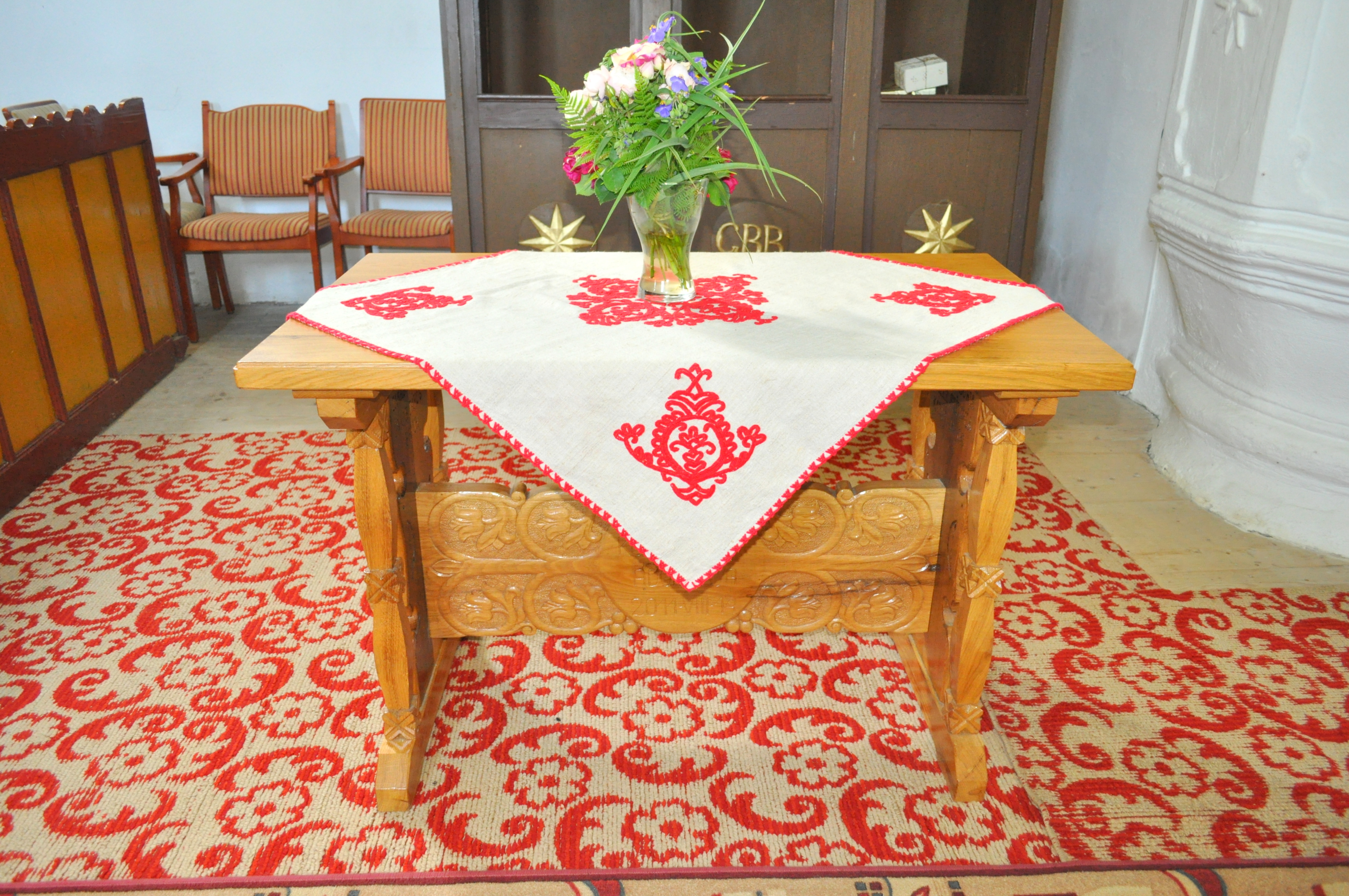
Masa Domnului

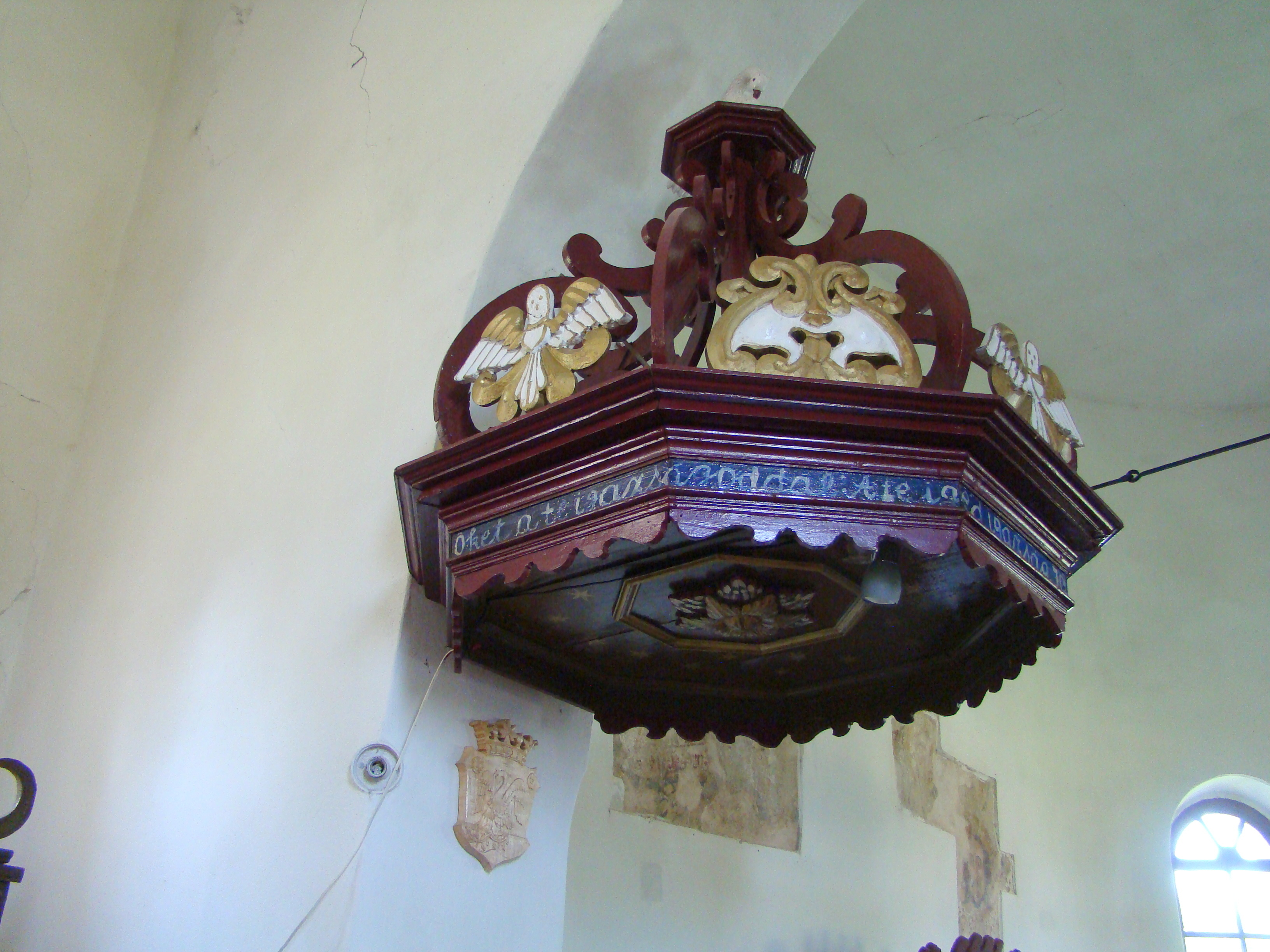
Coroana amvonului

Biserica reformată din Alma, comuna Alma, județul Sibiu, a fost construită în secolul XV. Biserica se află pe noua listă a monumentelor istorice sub codul LMI:  SB-II-a-A-12308. 

## Istoric și trăsături
Biserica a fost construită în stil gotic în secolul al XV-lea. Ea se încadrează în tipul bisericilor sală, prevăzute în partea de est cu un cor cu închidere poligonală. Atât pereții sălii, cât și ai corului, sunt sprijiniți de contraforți în trepte, specifici arhitecturii gotice. Conform unei reprezentări grafice de la mijlocul secolului al XIX-lea, biserica avea un turn clopotniță din lemn, pe fațada de vest, înlocuit, ulterior, cu actualul turn zidit. Edificiul de cult nu a fost fortificat, așa cum sunt cele din localitățile învecinate. 
Înainte de Reformă, biserica a fost pictată în interior, cu diferite scene, reprezentând legende, personaje sau teme biblice, din care se mai păstrează doar fragmente, deoarece  odată cu pătrunderea ideilor reformei religioase, comunitatea luterană săsească sau cea calvină maghiară a acoperit cu mortar frescele cu care era decorat interiorul lăcașului de cult, în dorința lor de sobrietate și austeritate. 
Amvonul din piatră sculptată datează din secolul al XIV-lea. Coroana lui a fost realizată în 1796 și repictată în 1932. În anul 1718, s-a renunțat la boltirea navei în favoarea unui tavan casetat. Tot din același an, 1718, datează corul, destinat bărbaților care participau la slujbele religioase, construit din lemn și pictat cu motive florale. 

## LegendaSfântului Gheorghe
Legenda potrivit căreia sfântul ar fi ucis cu o suliță un balaur pentru a salva o fecioară, este de tradiție medievală. Redarea Luptei Sf.Gheorghe doborând balaurul este o temă frecvent întâlnită înainte de Reformă, atât în picturile murale sau pe panourile altarelor – precum sunt frumoasele reprezentări din biserica din Mălâncrav (județul Sibiu) – cât și în reprezentările sculpturale, cum ar fi celebra statuie din bronz a Sfântului Gheorghe din Praga, realizată de frații Martin și Gheorghe din Cluj.

## Imagini din exterior

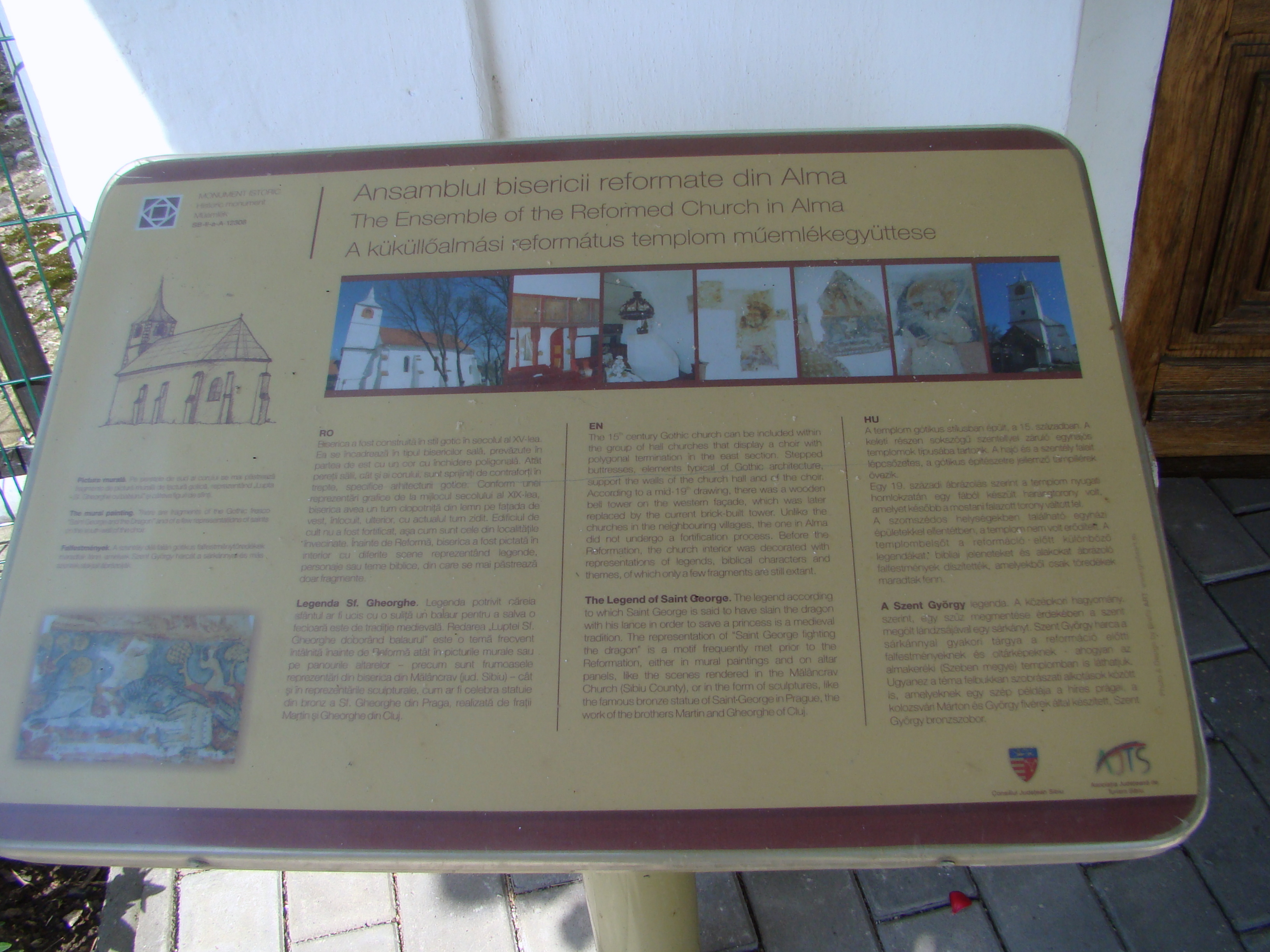
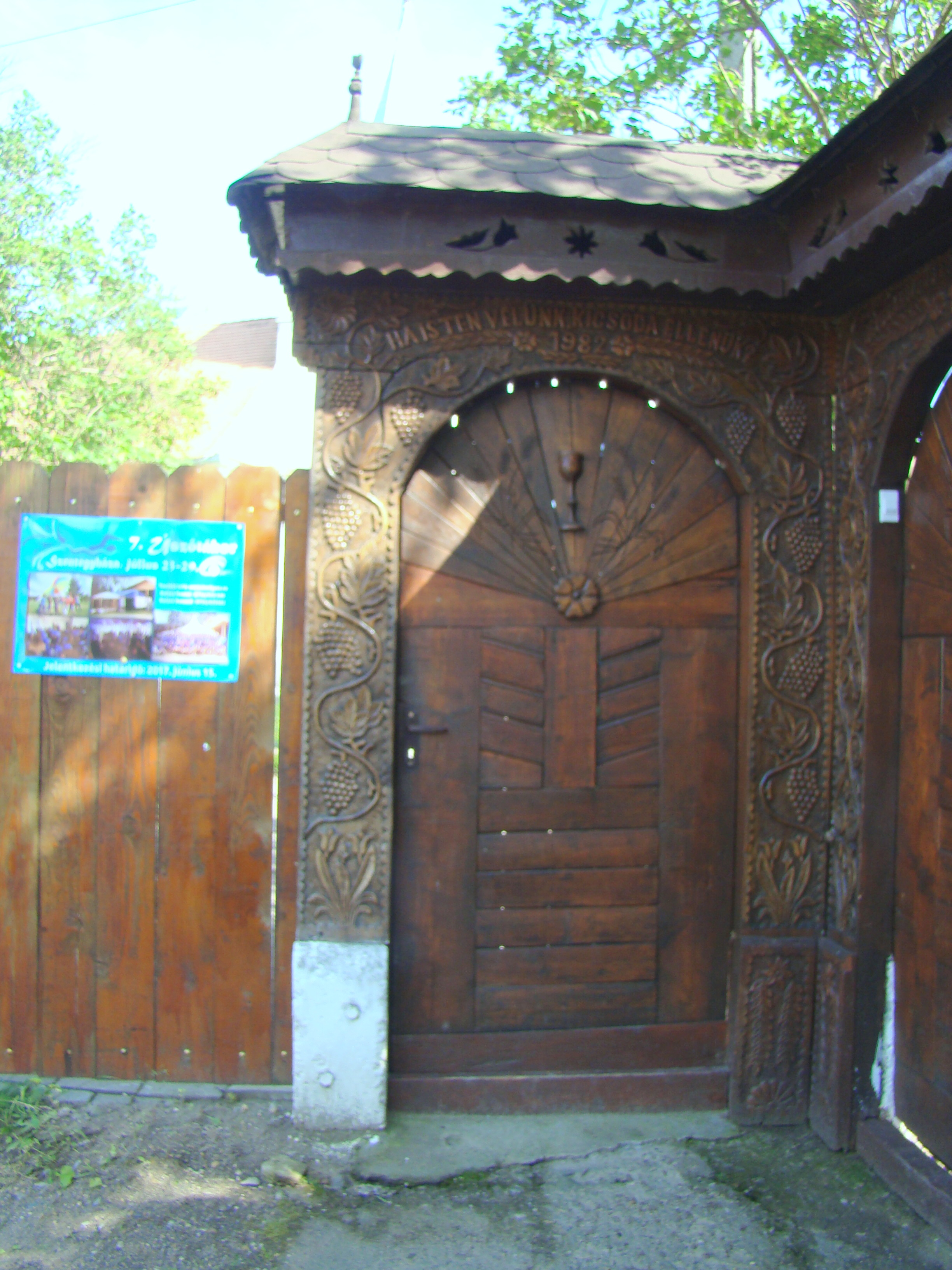
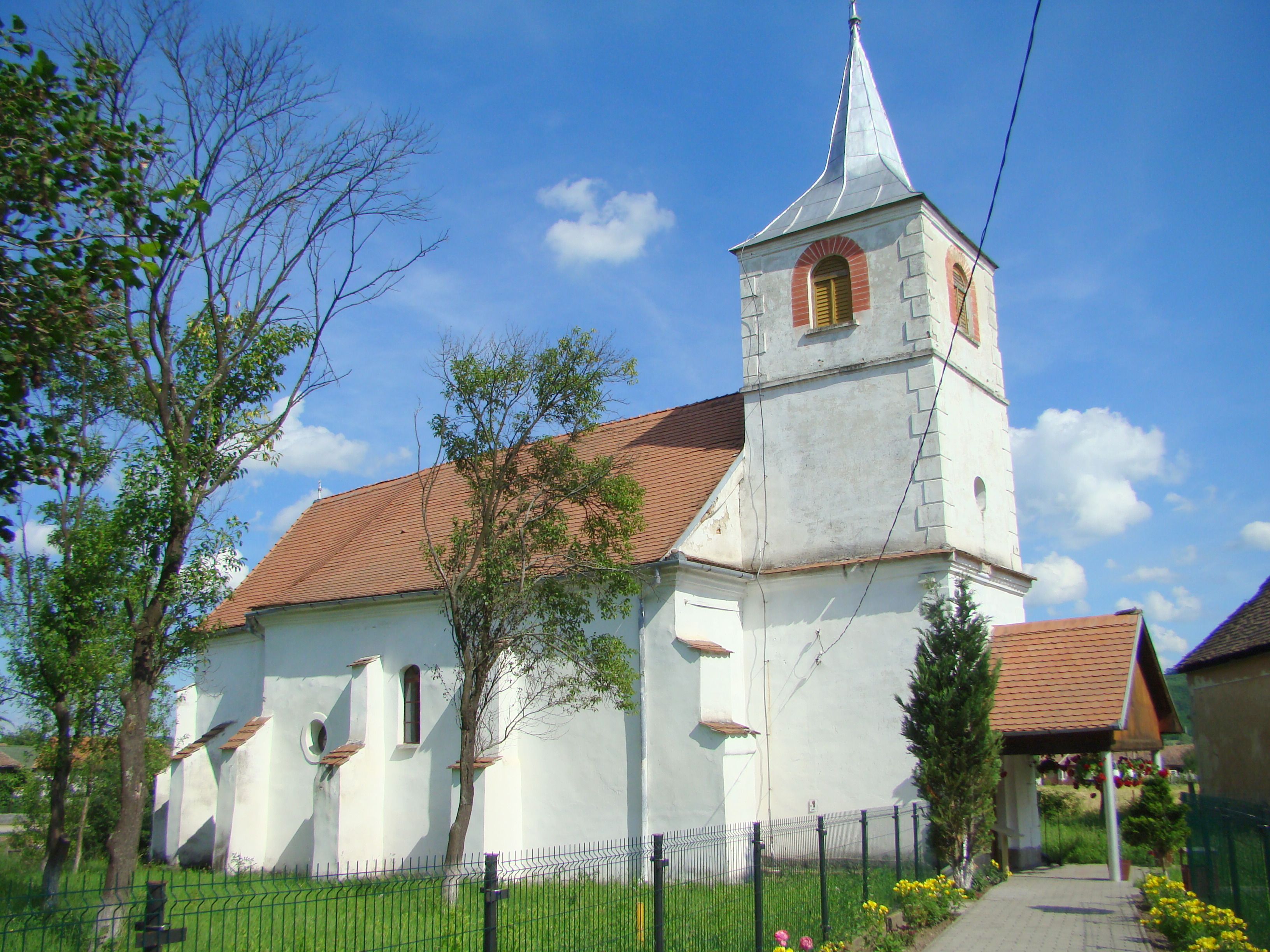
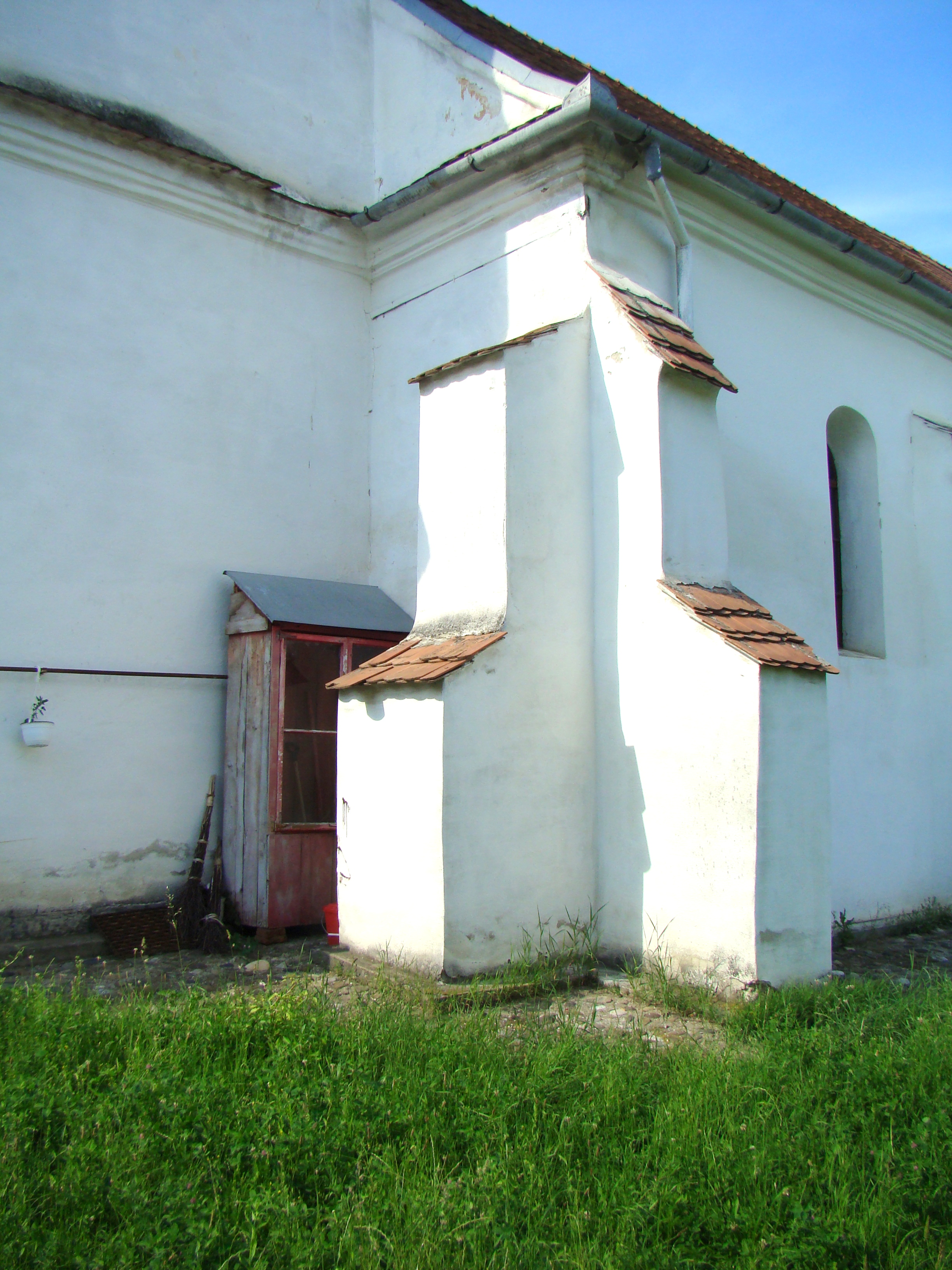
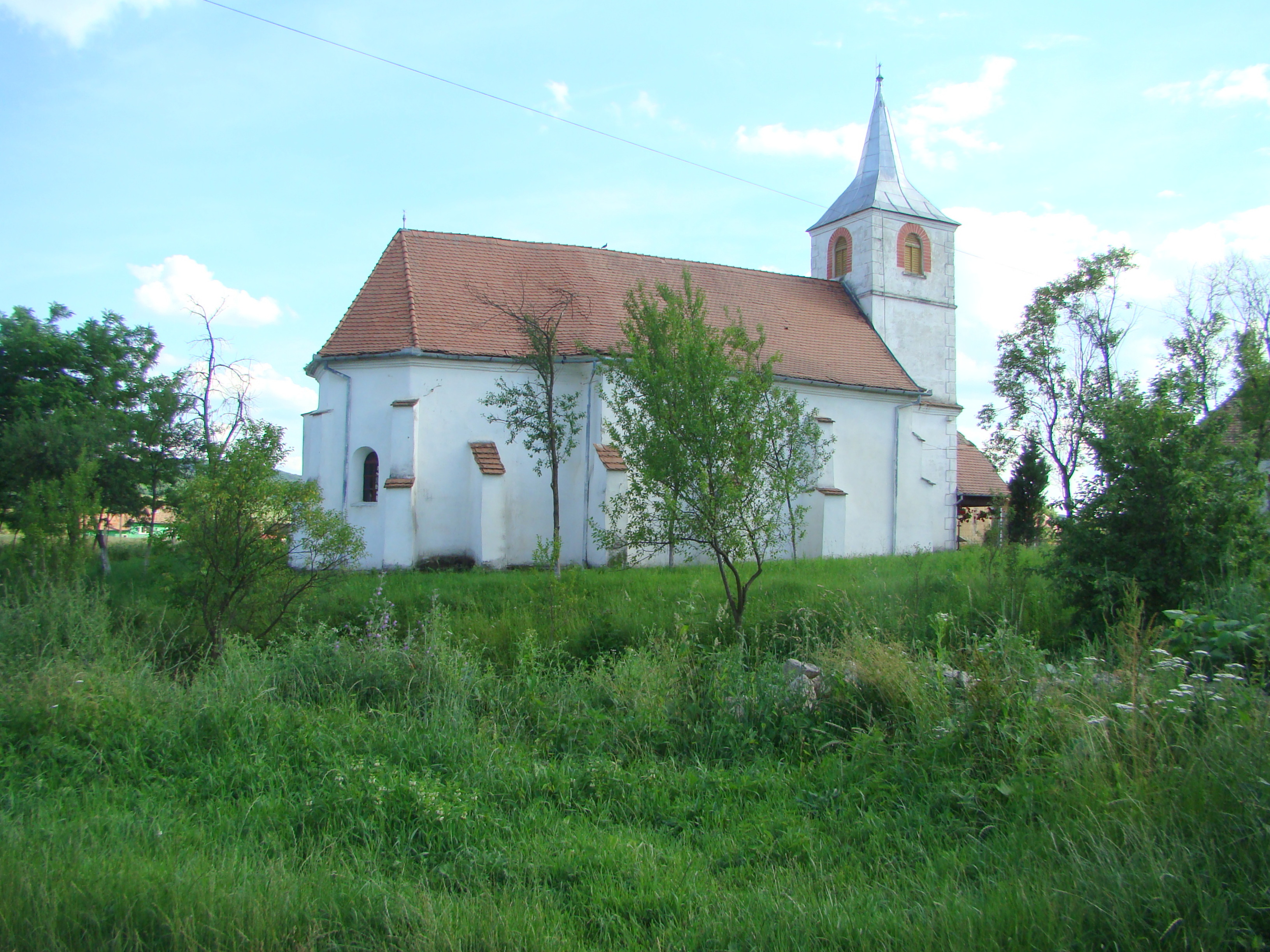
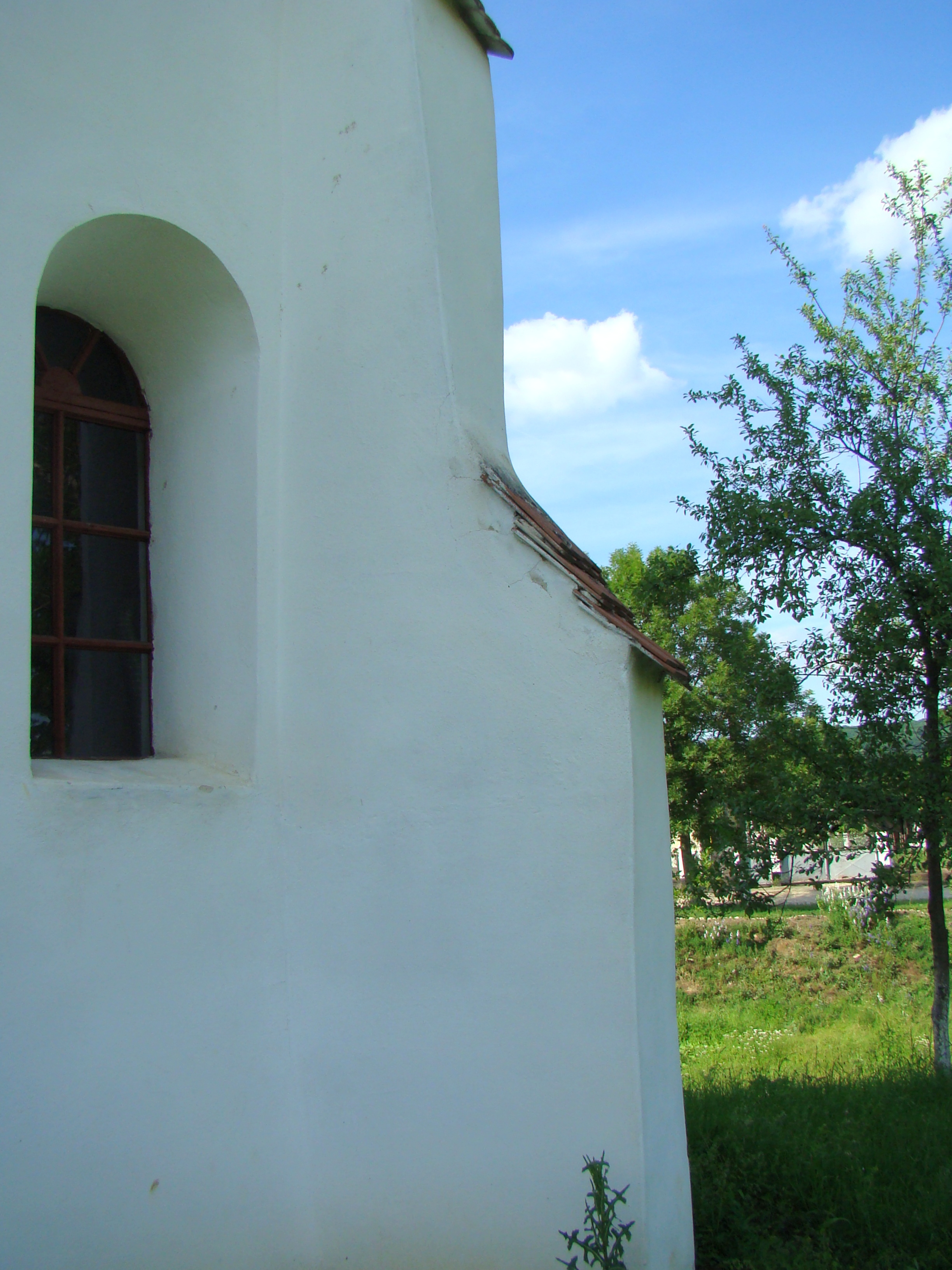
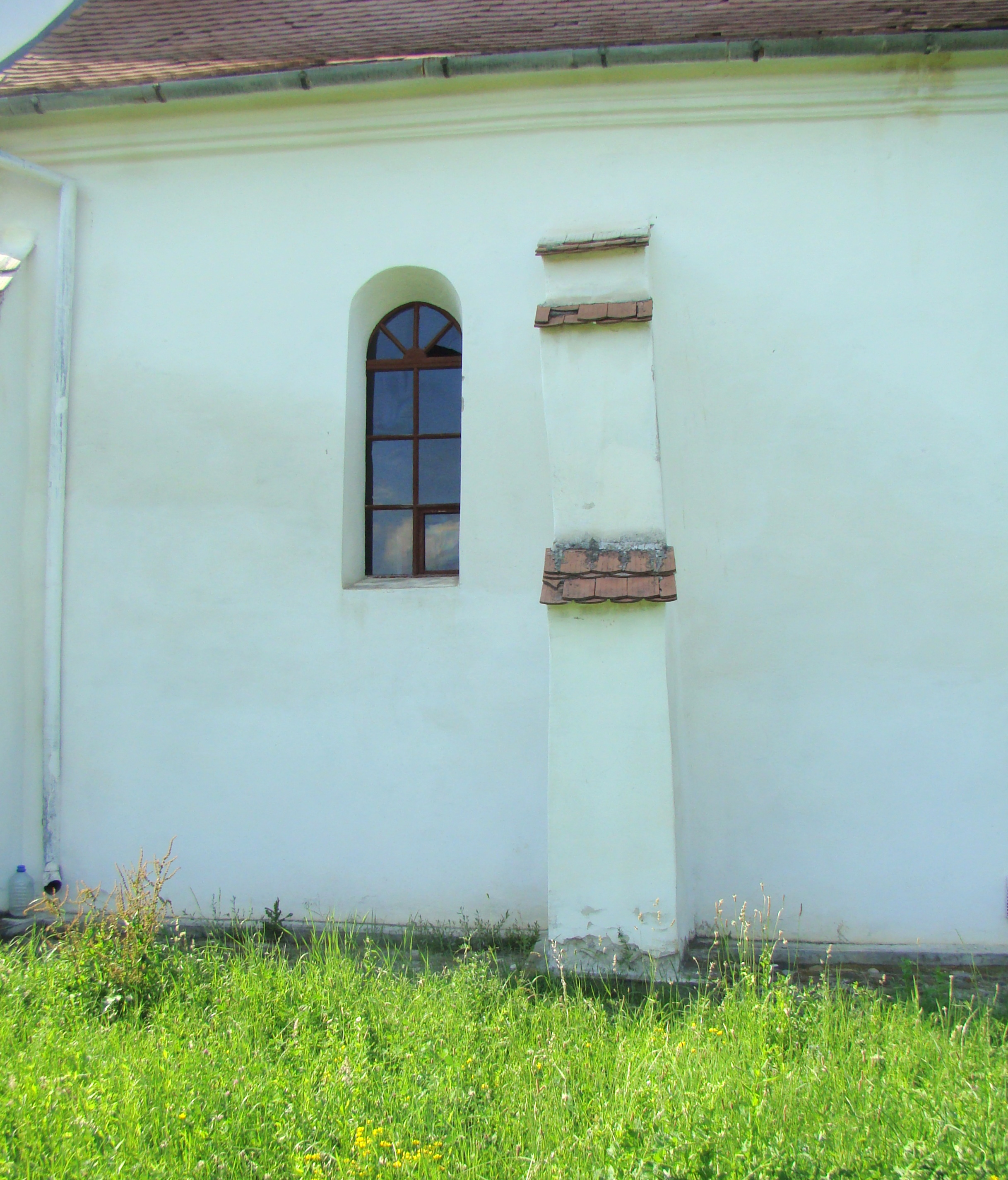
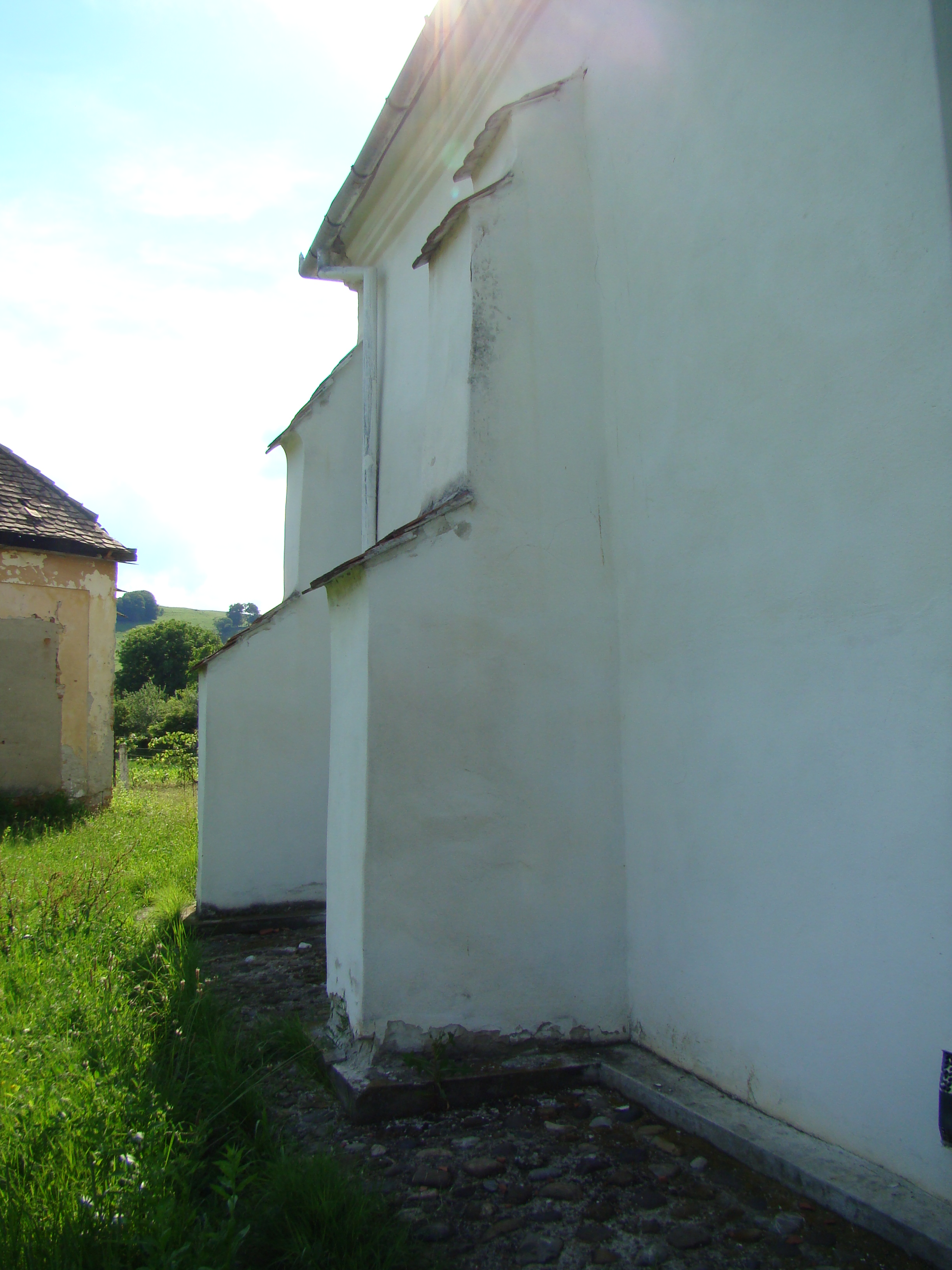
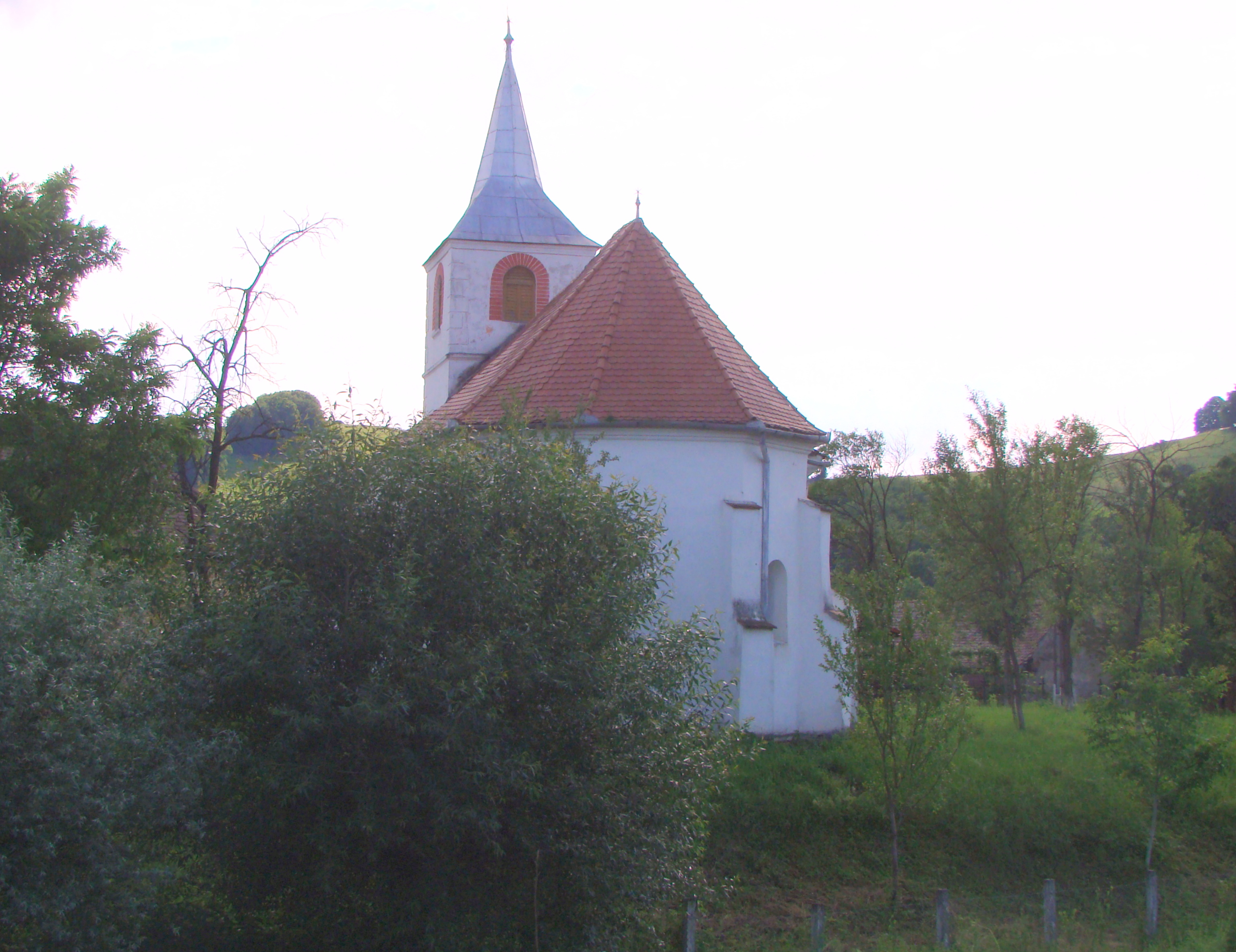
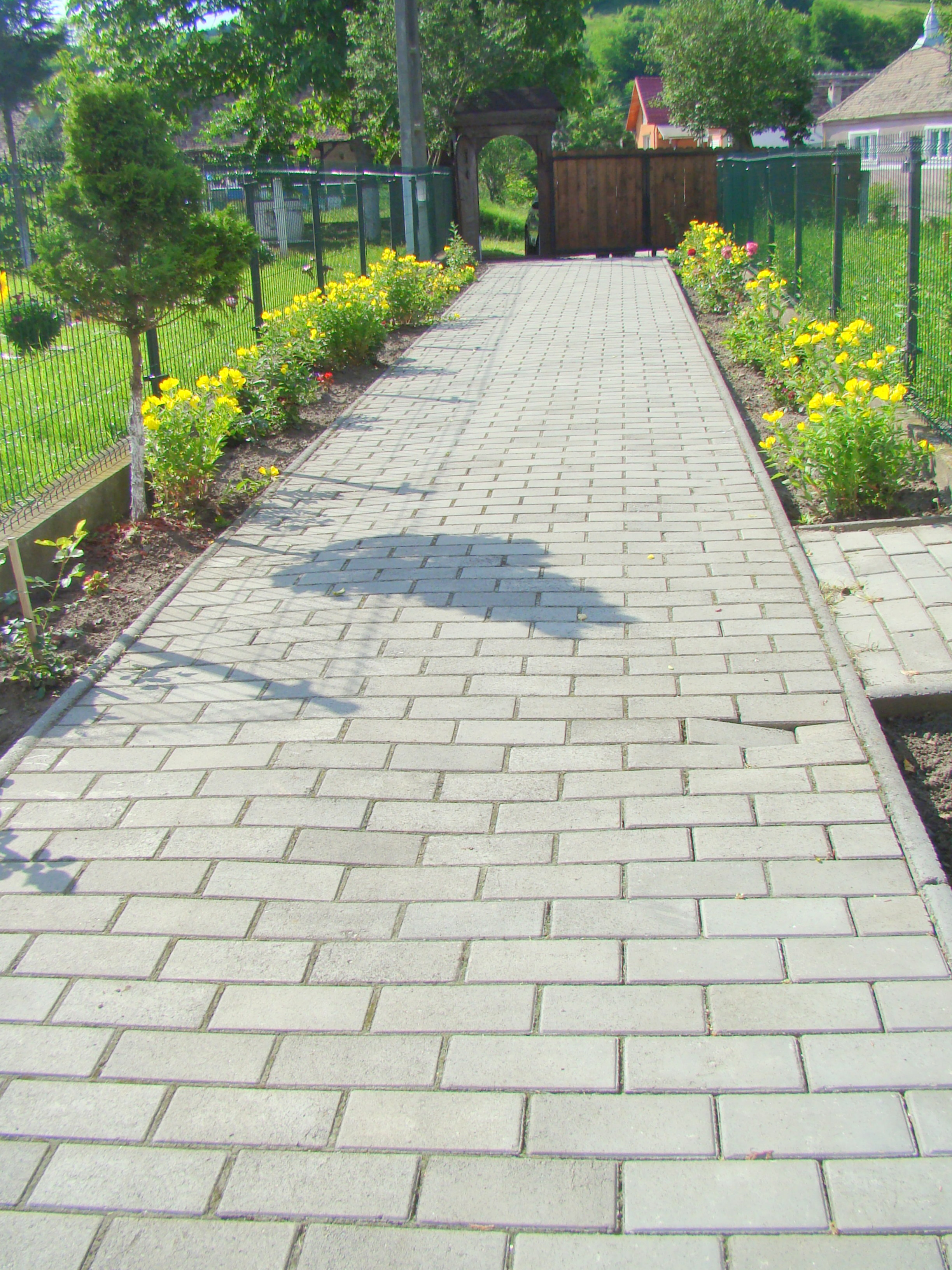
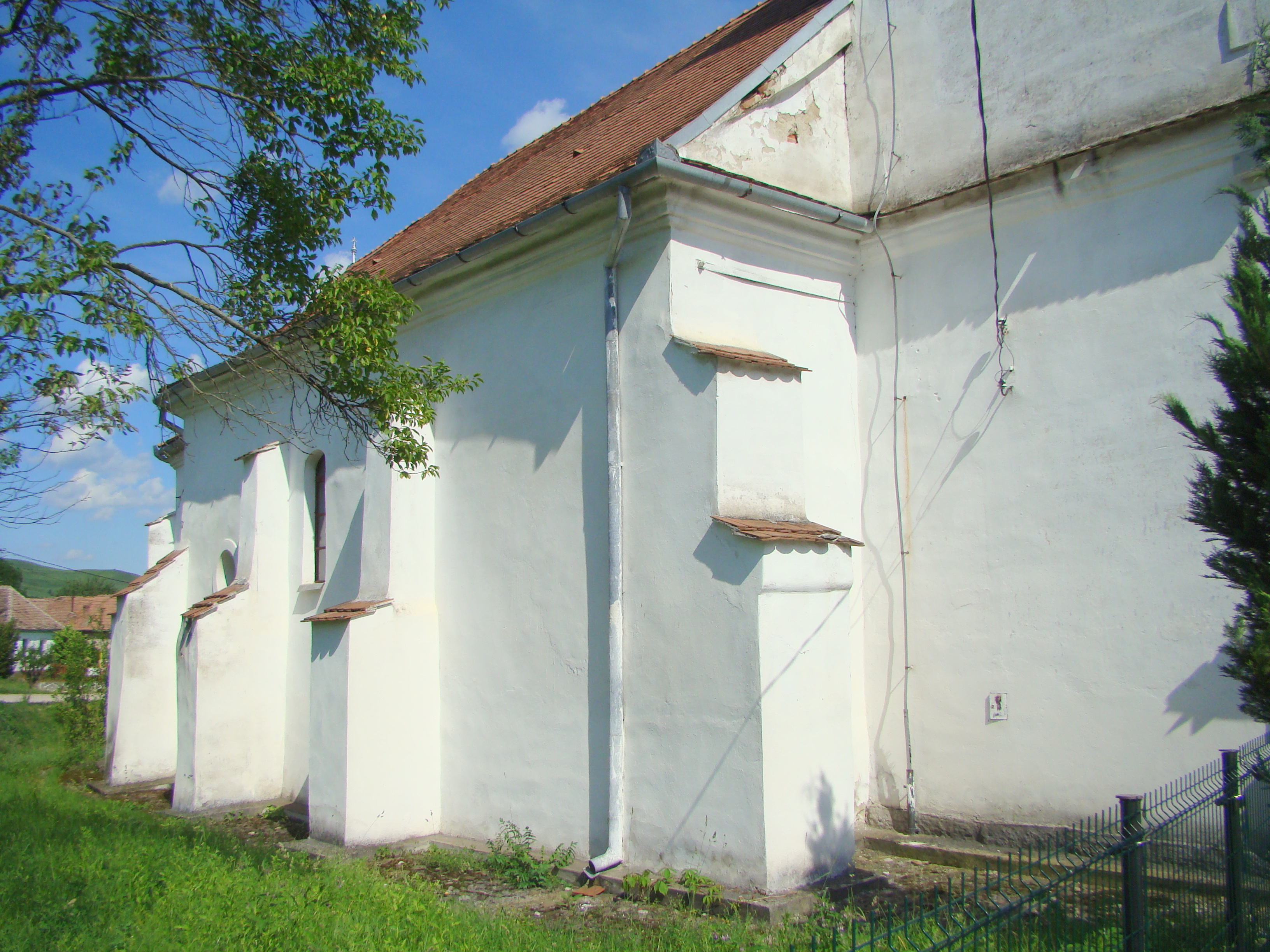
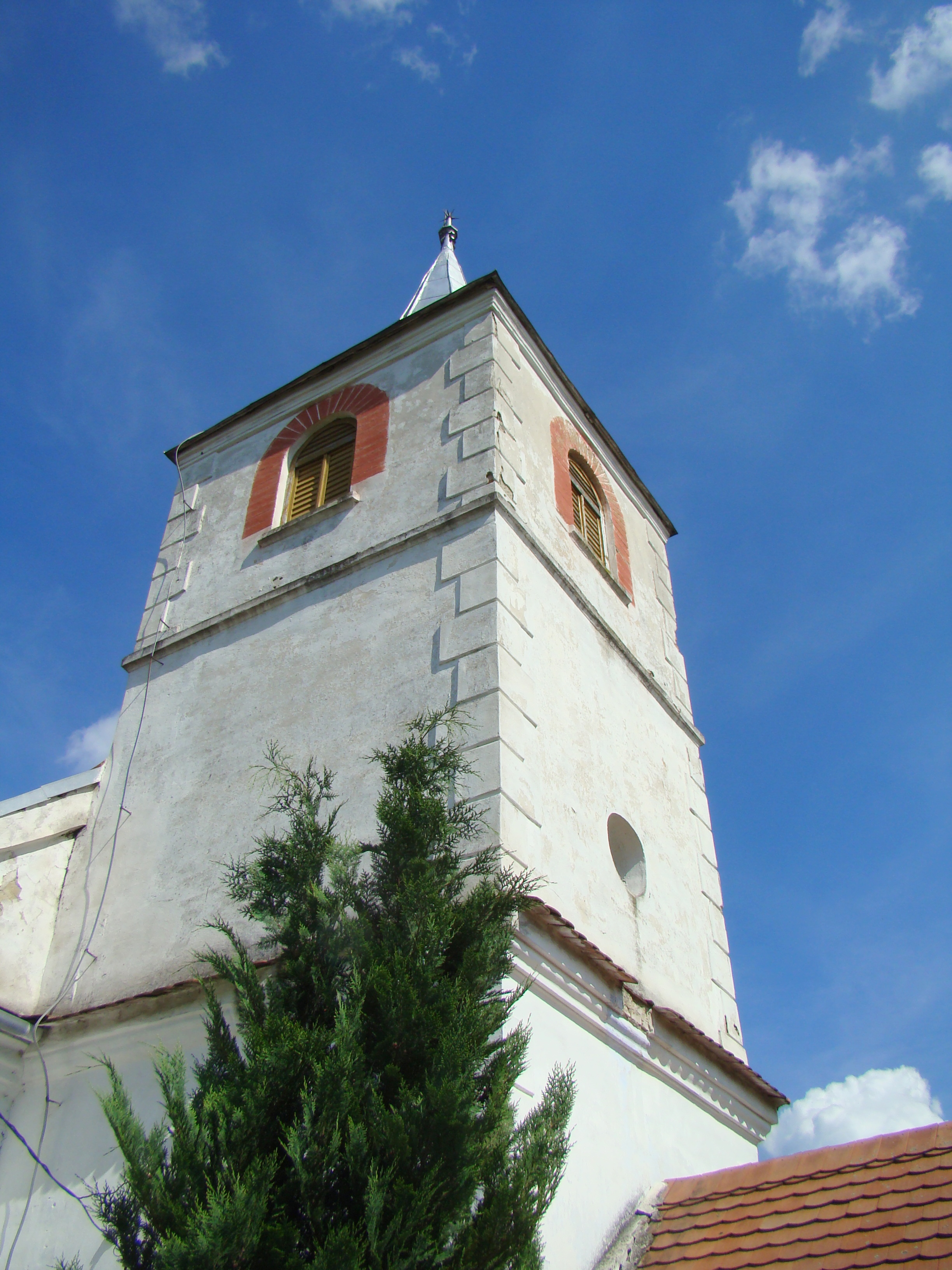
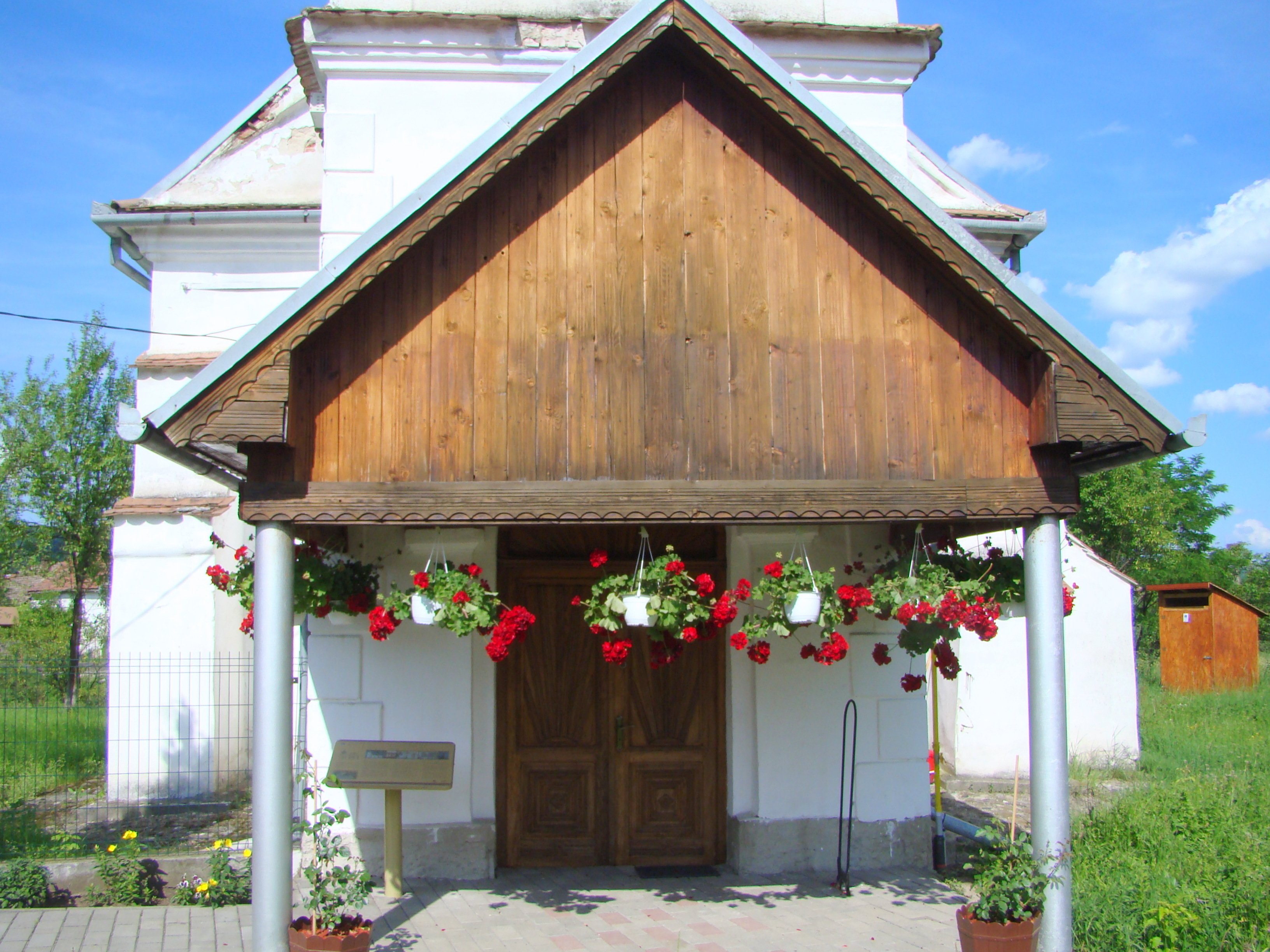
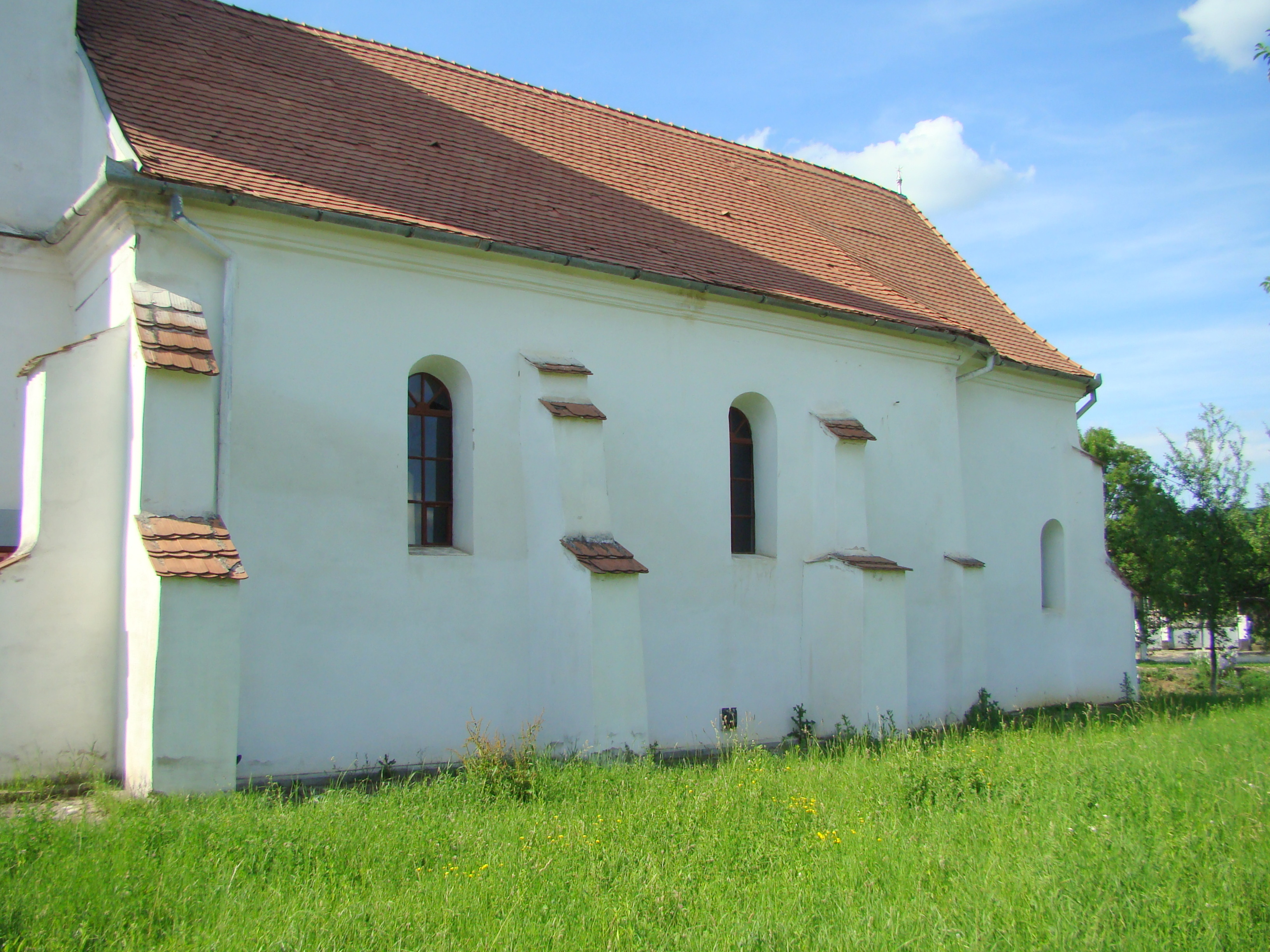
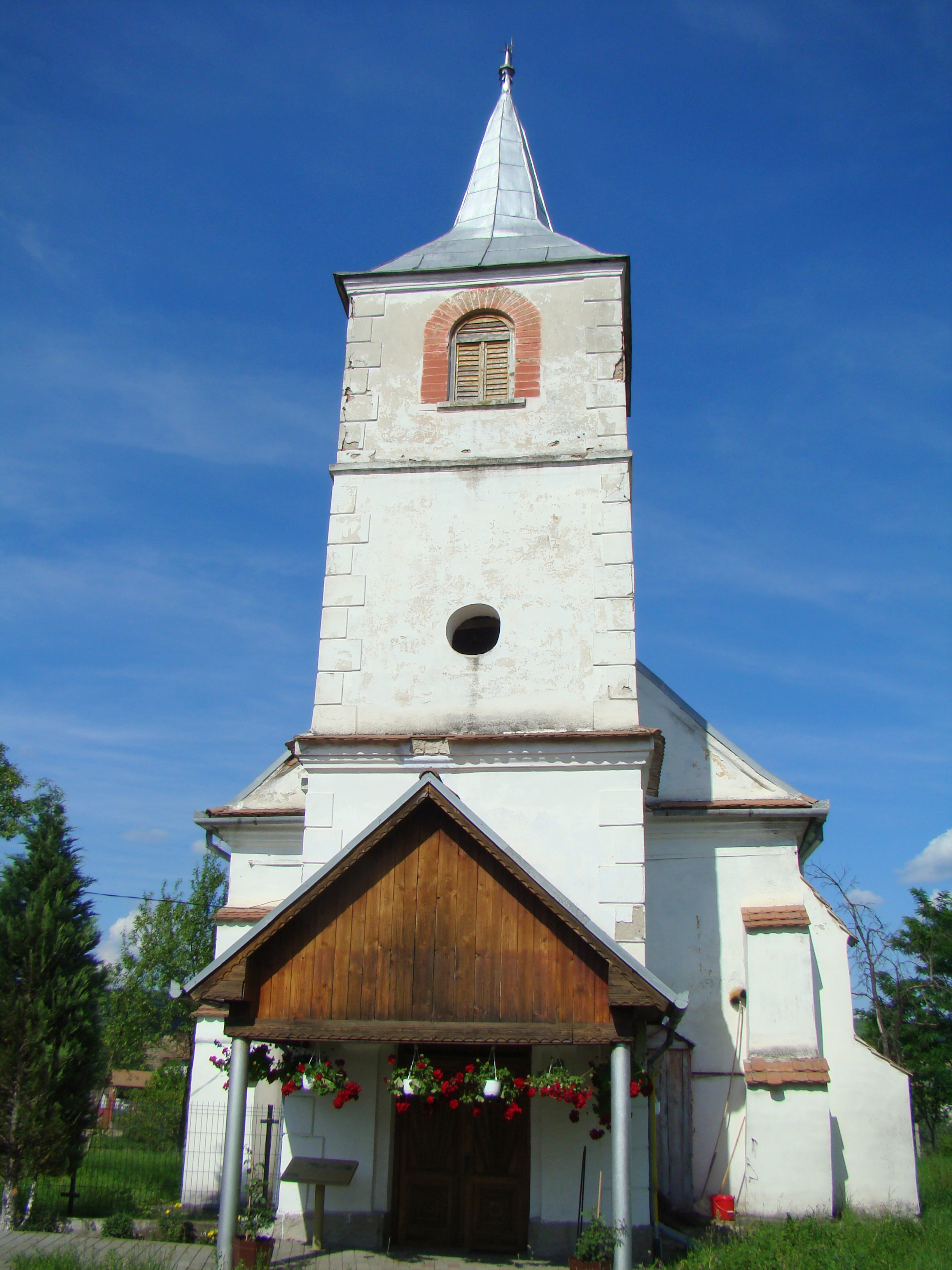

## Imagini din interior

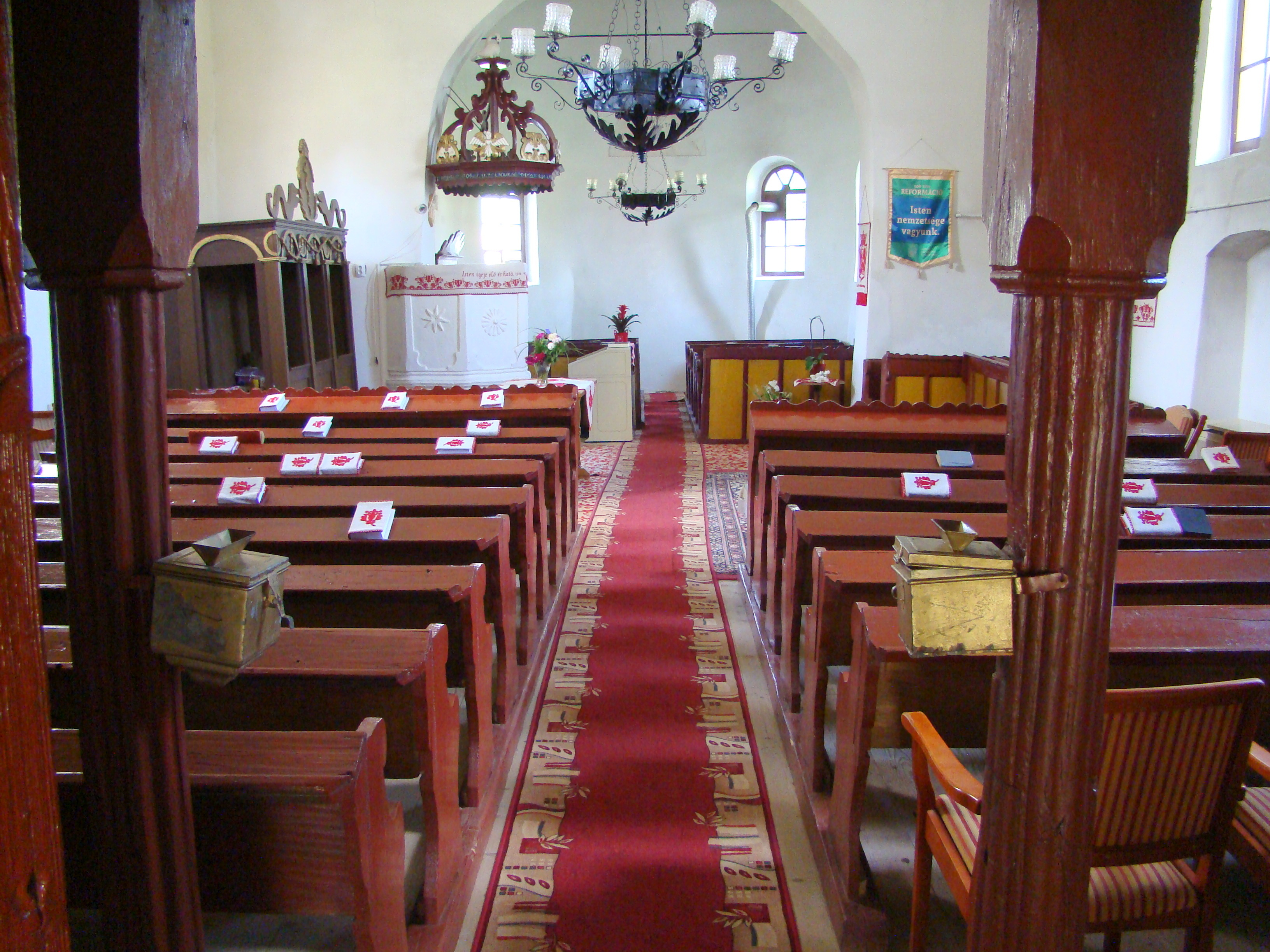
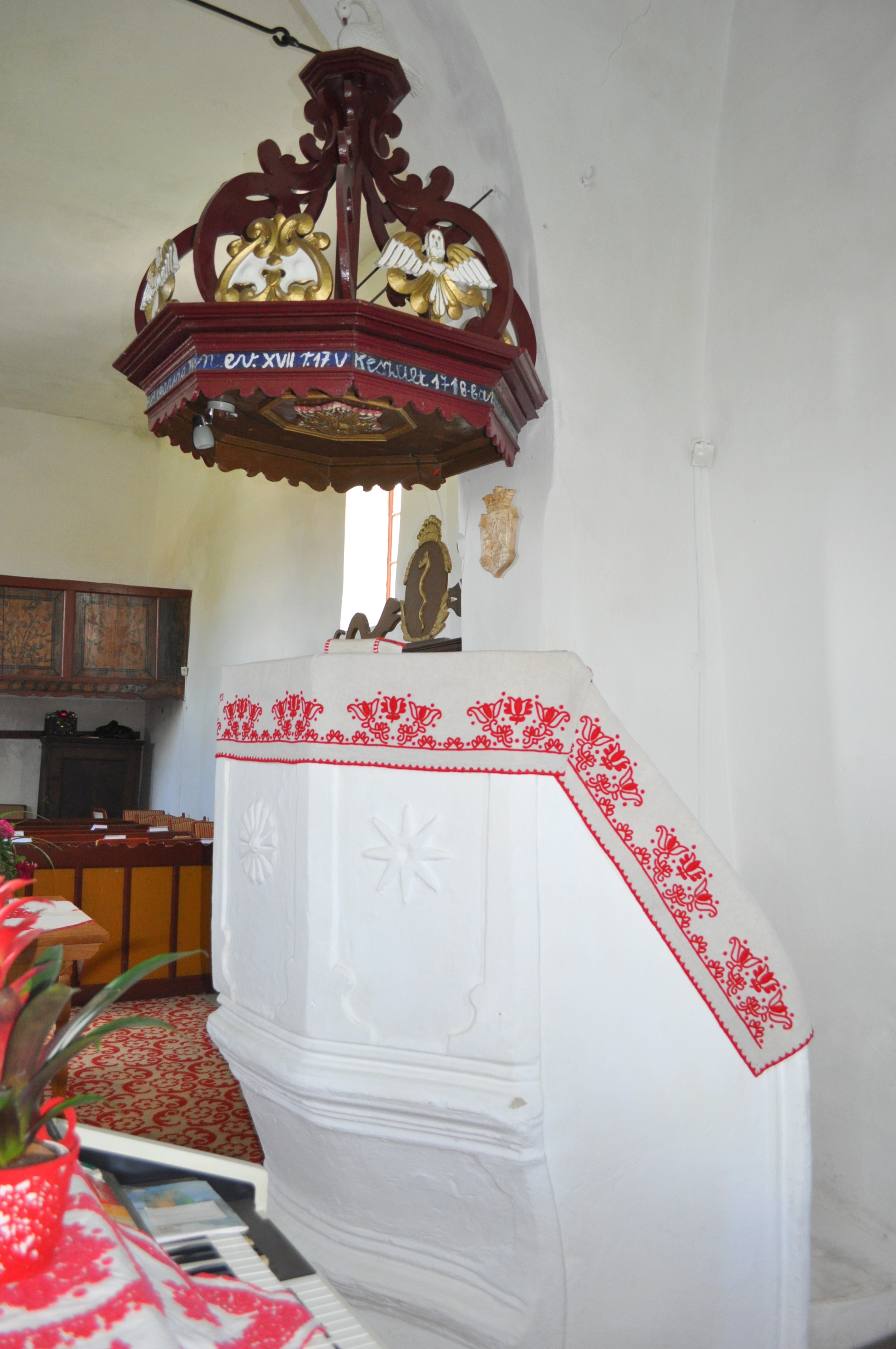
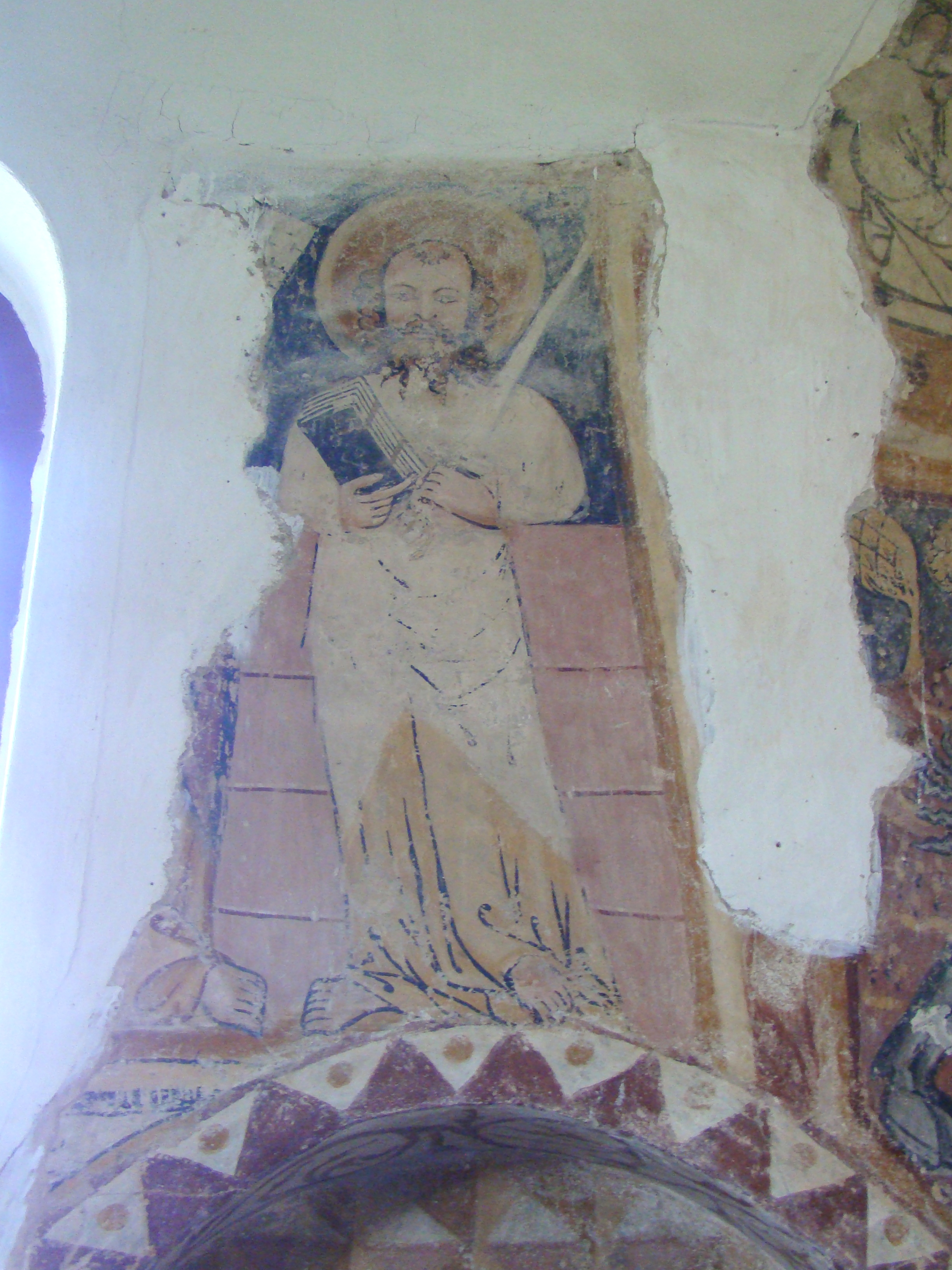
Sfântul Pavel
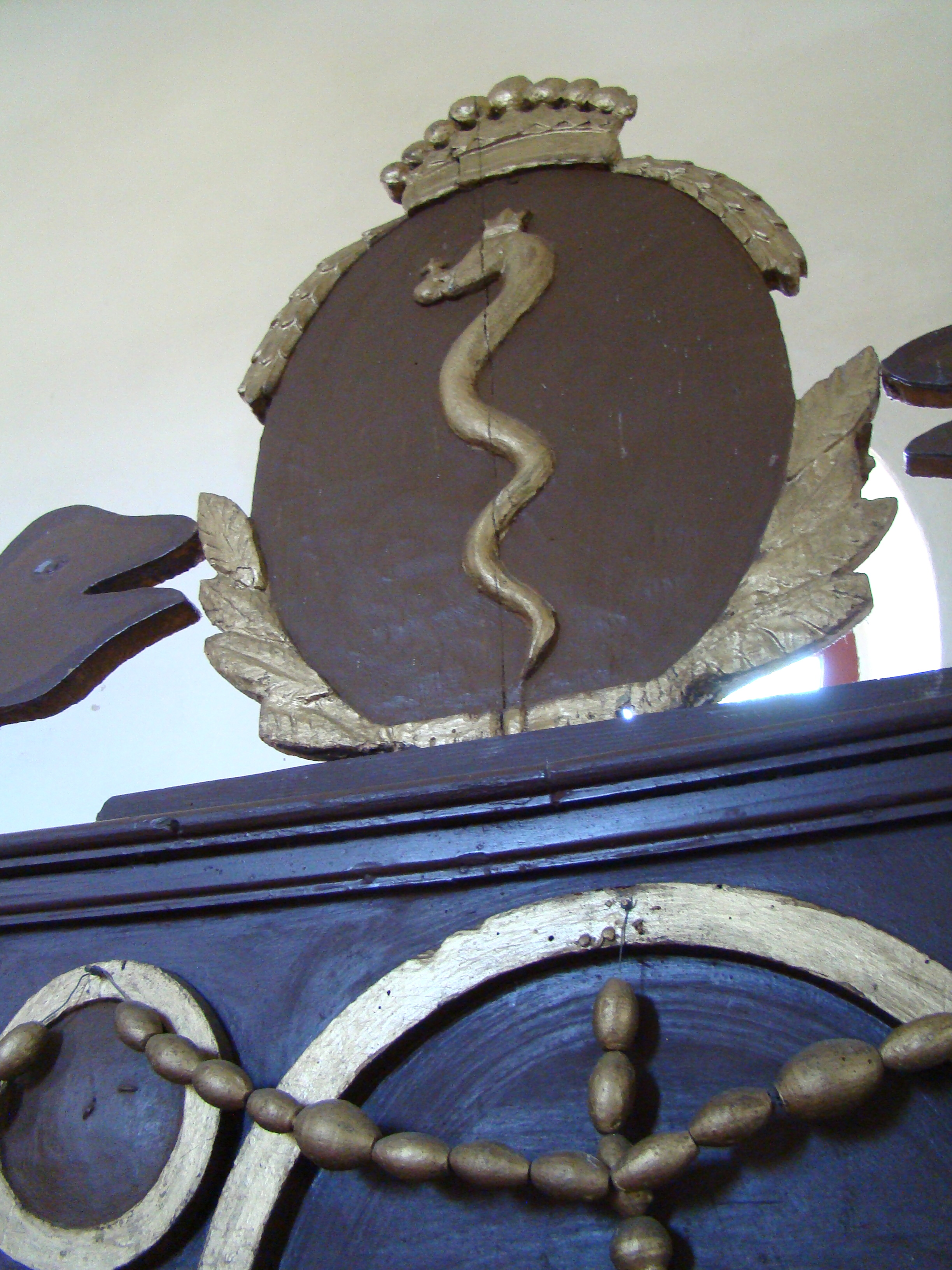
Blazonul familiei Bethlen
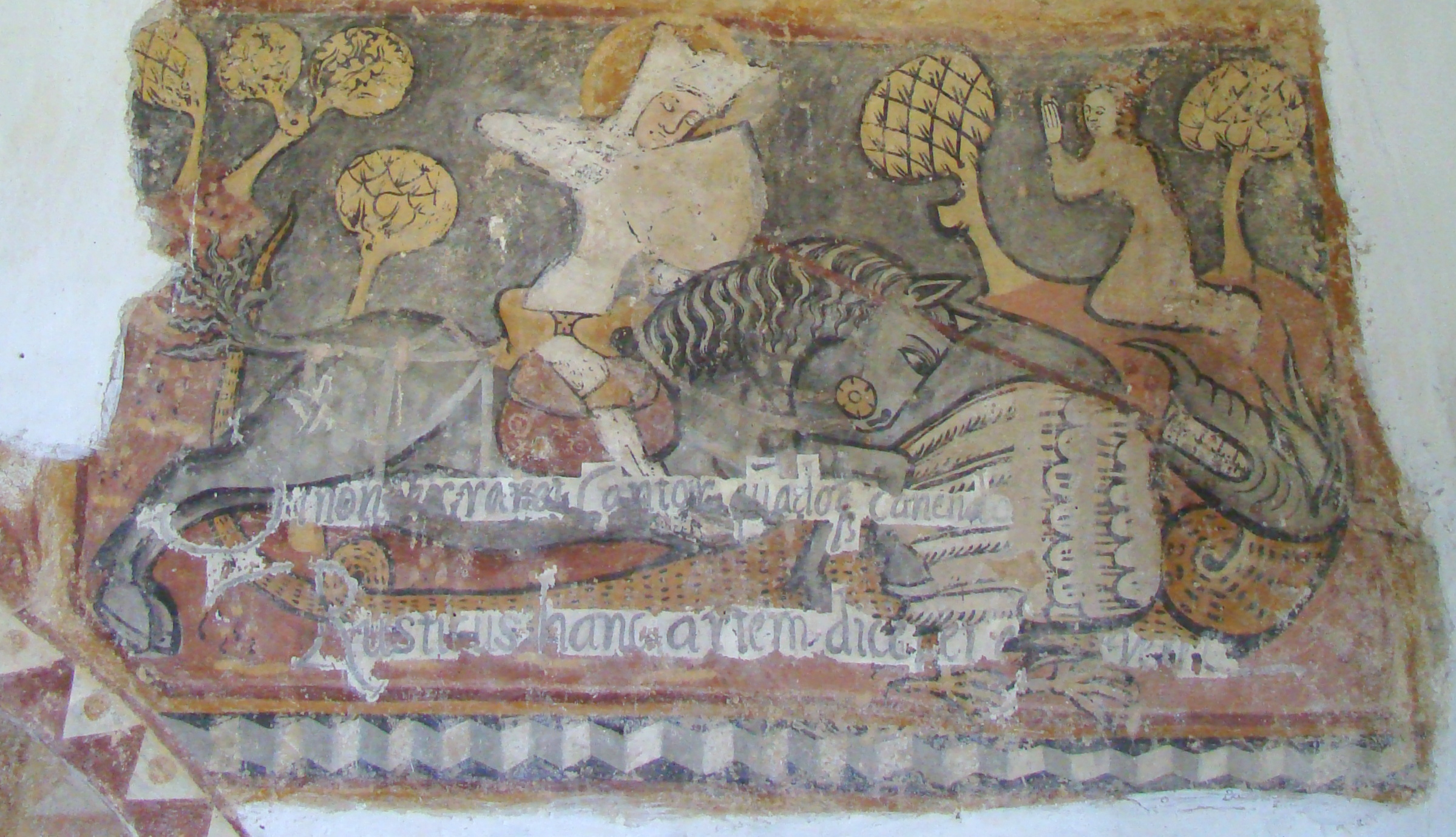
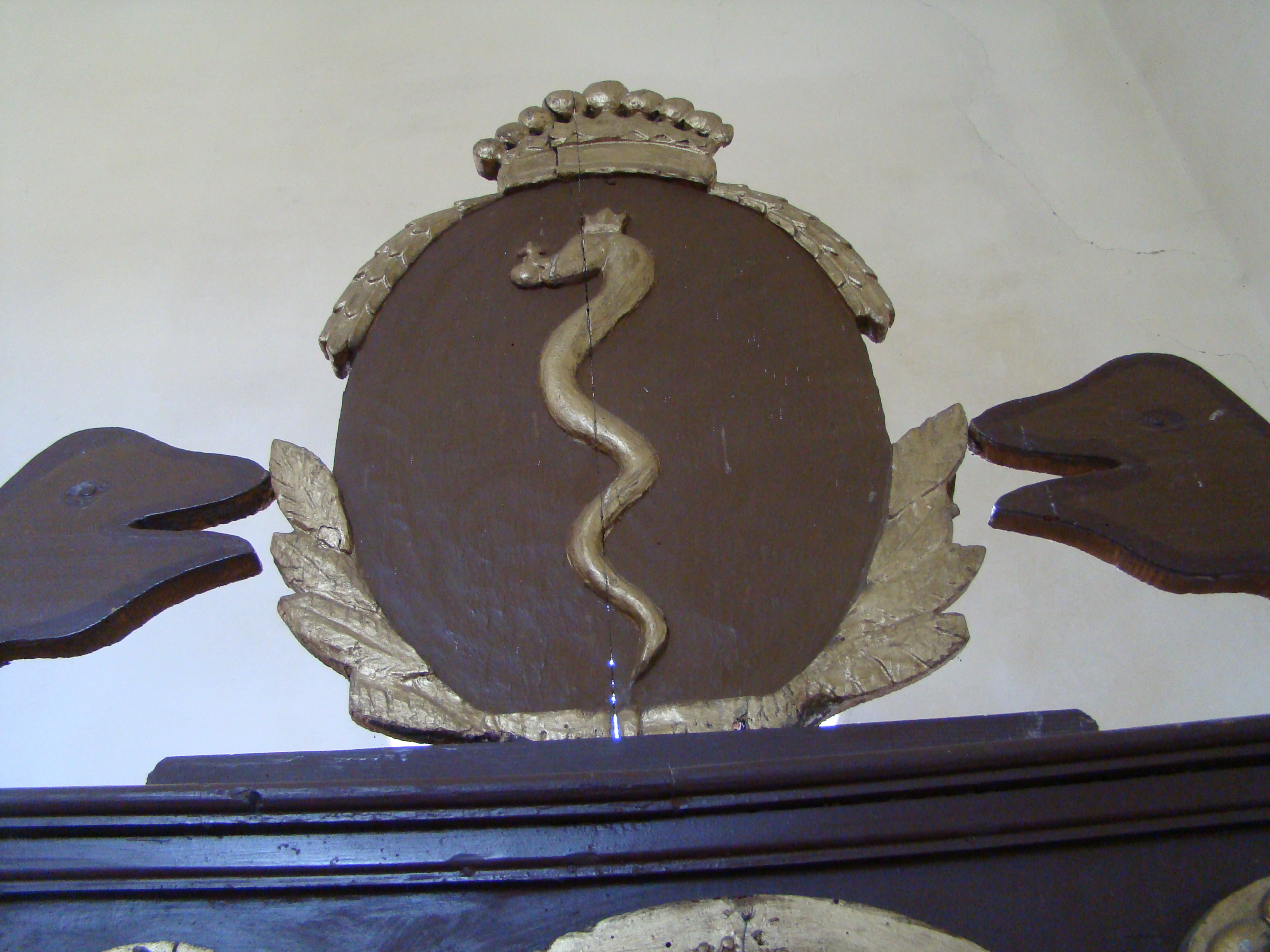
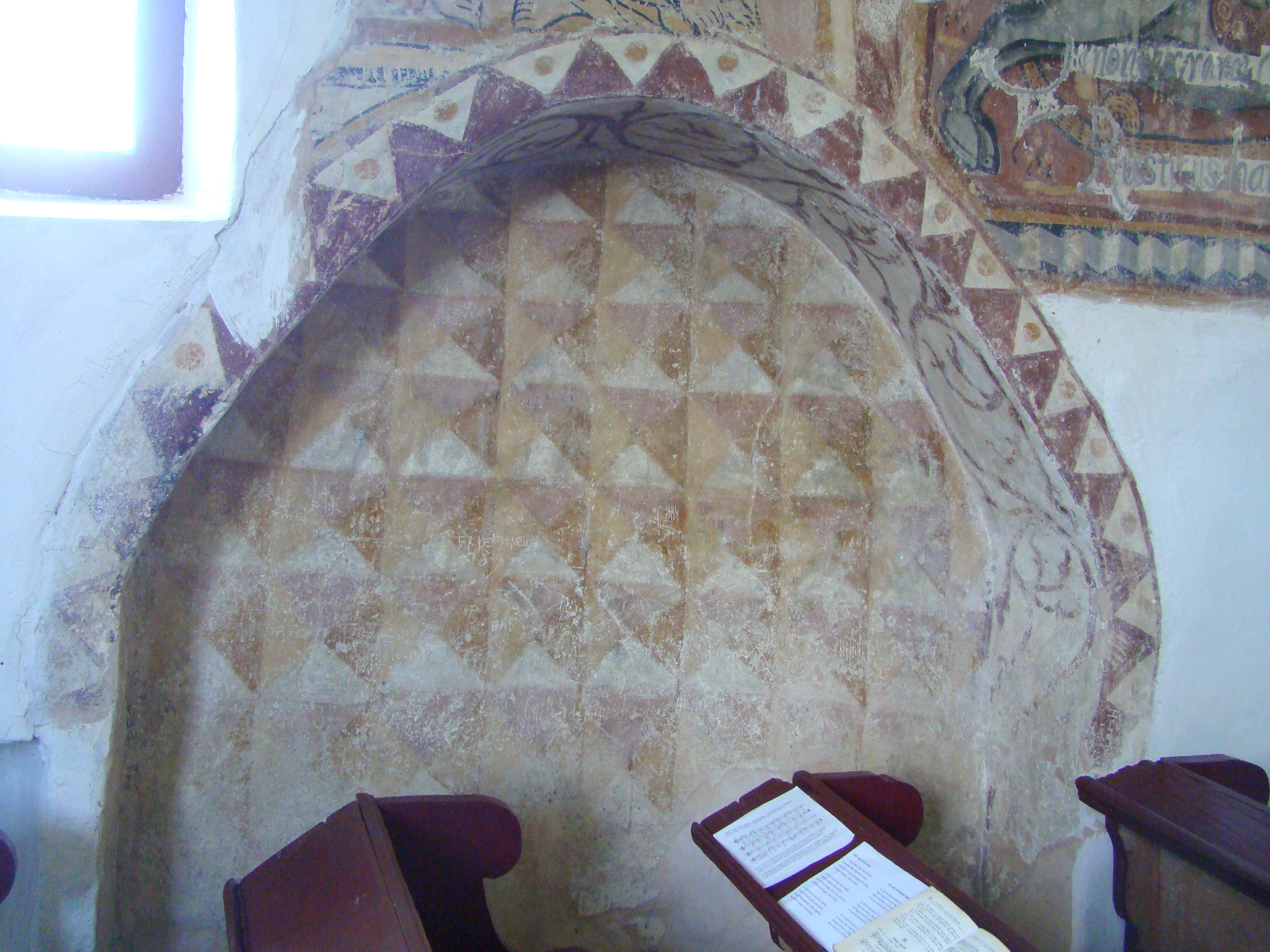
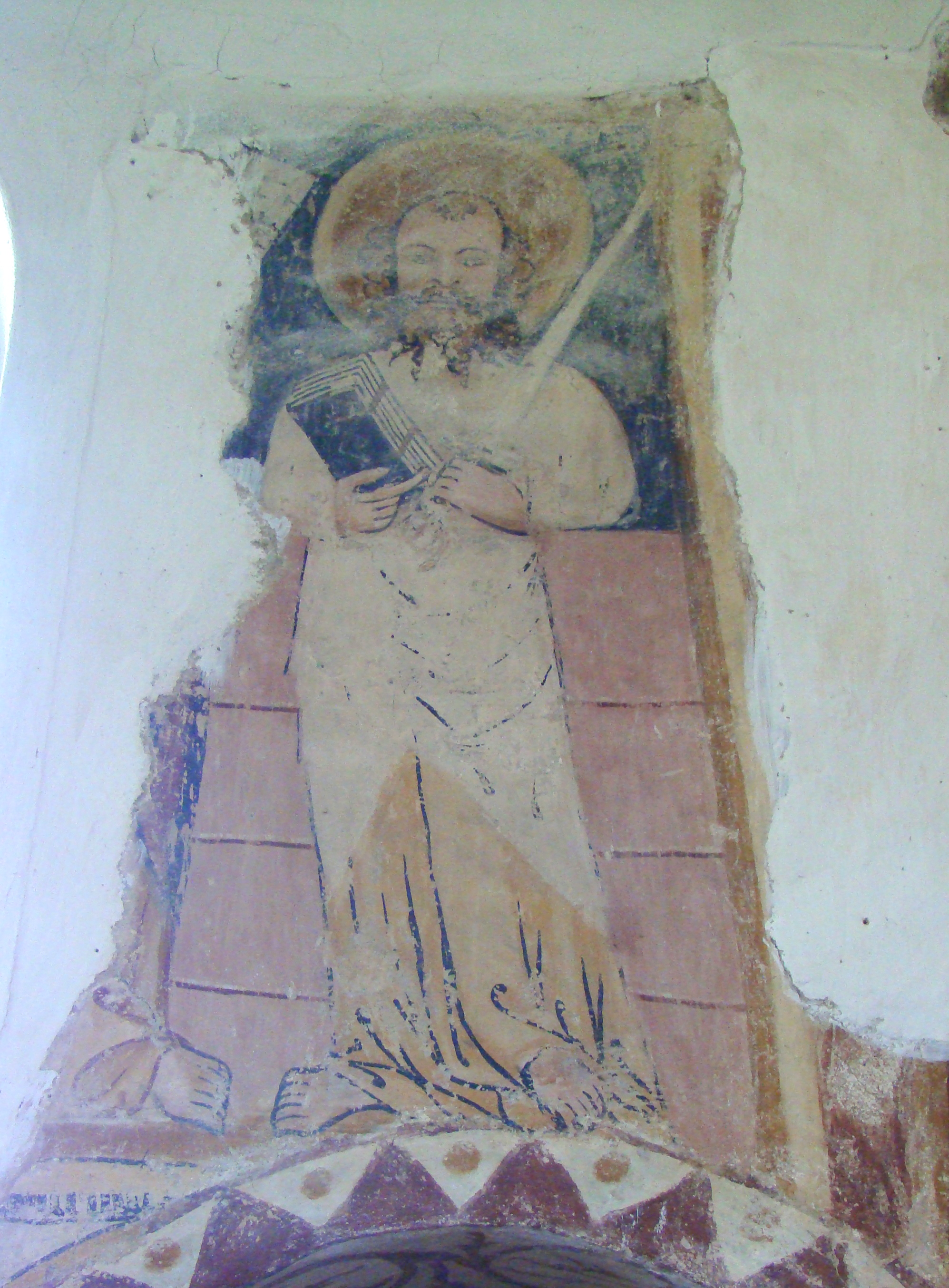
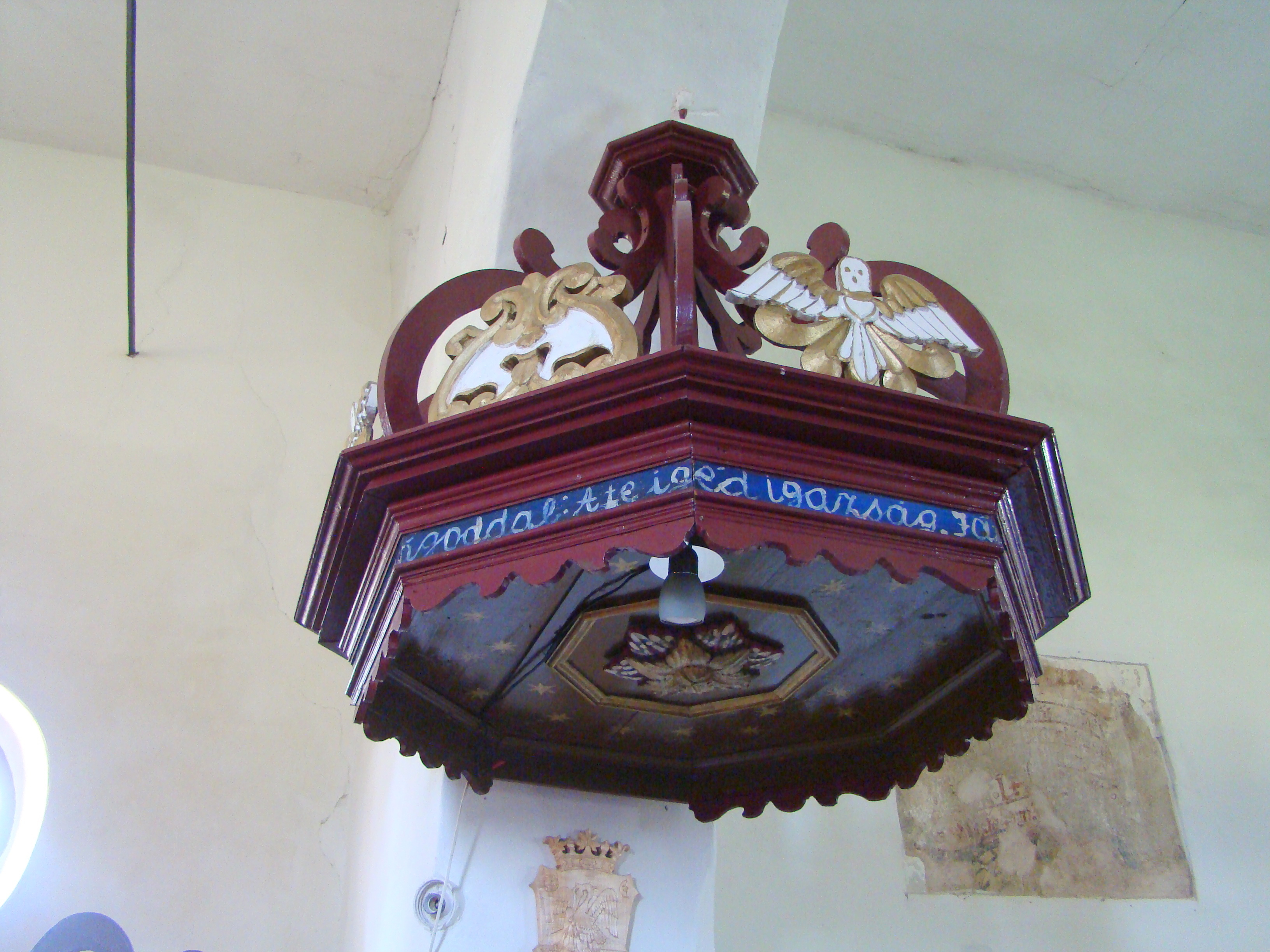
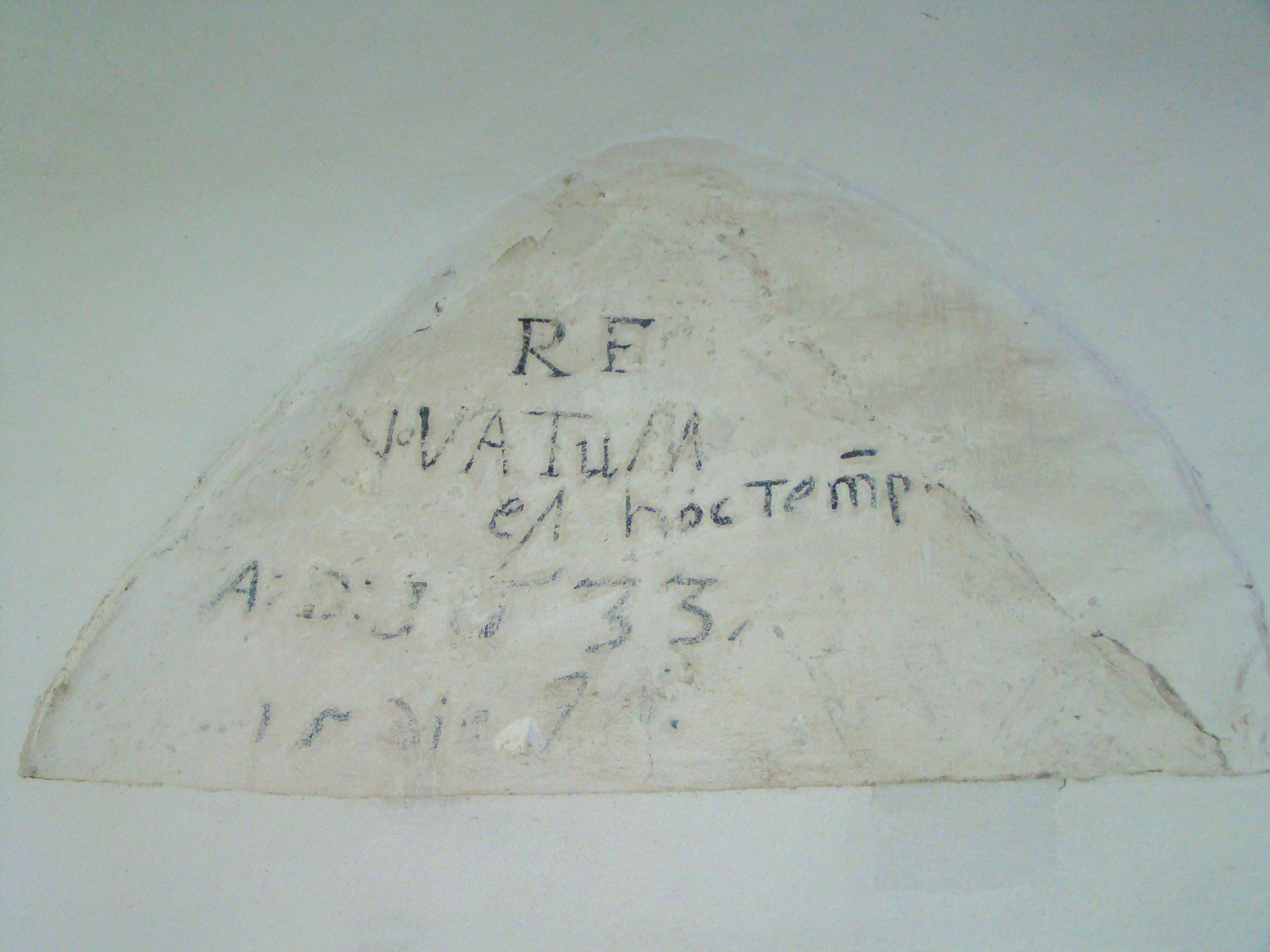
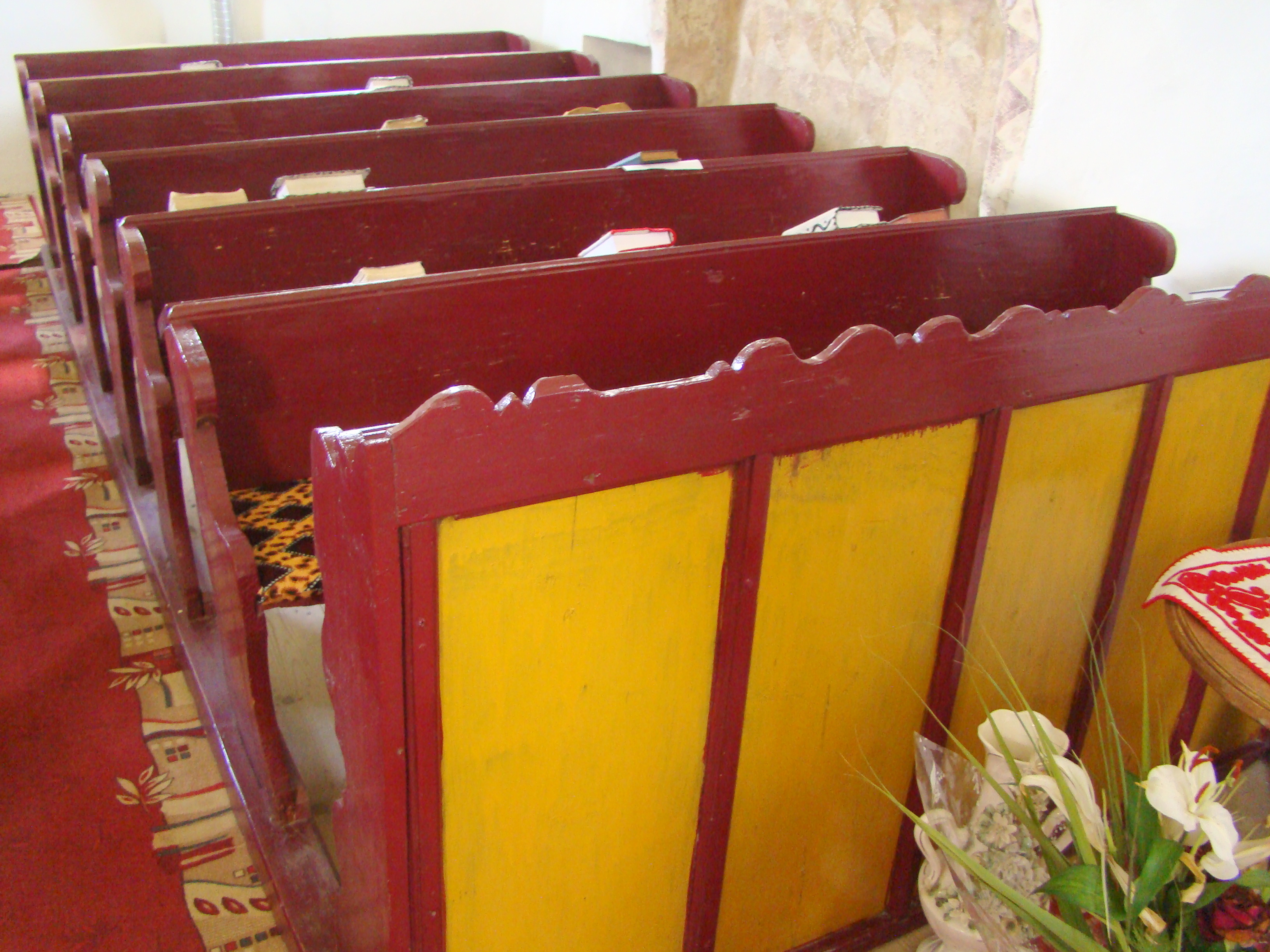
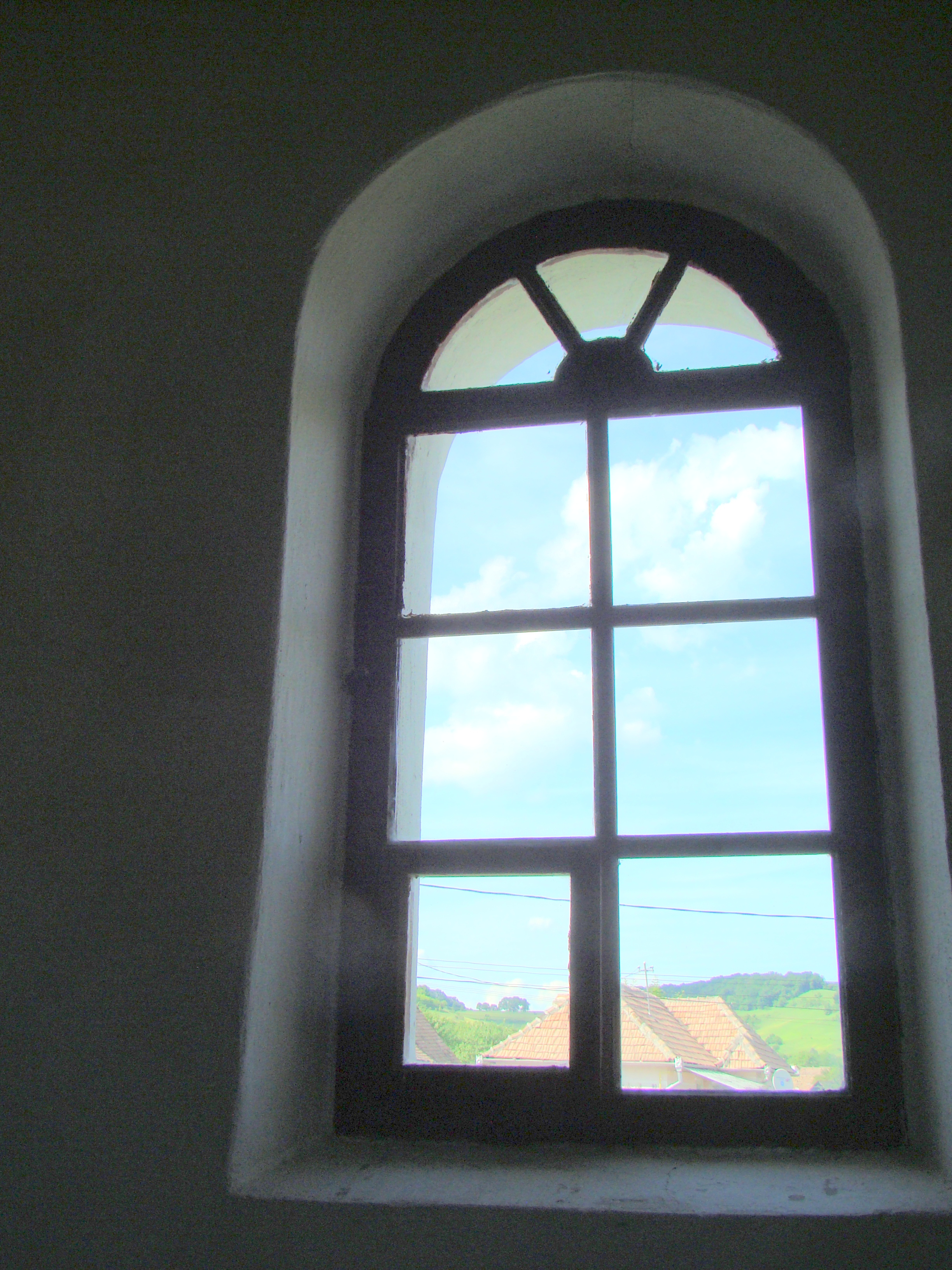
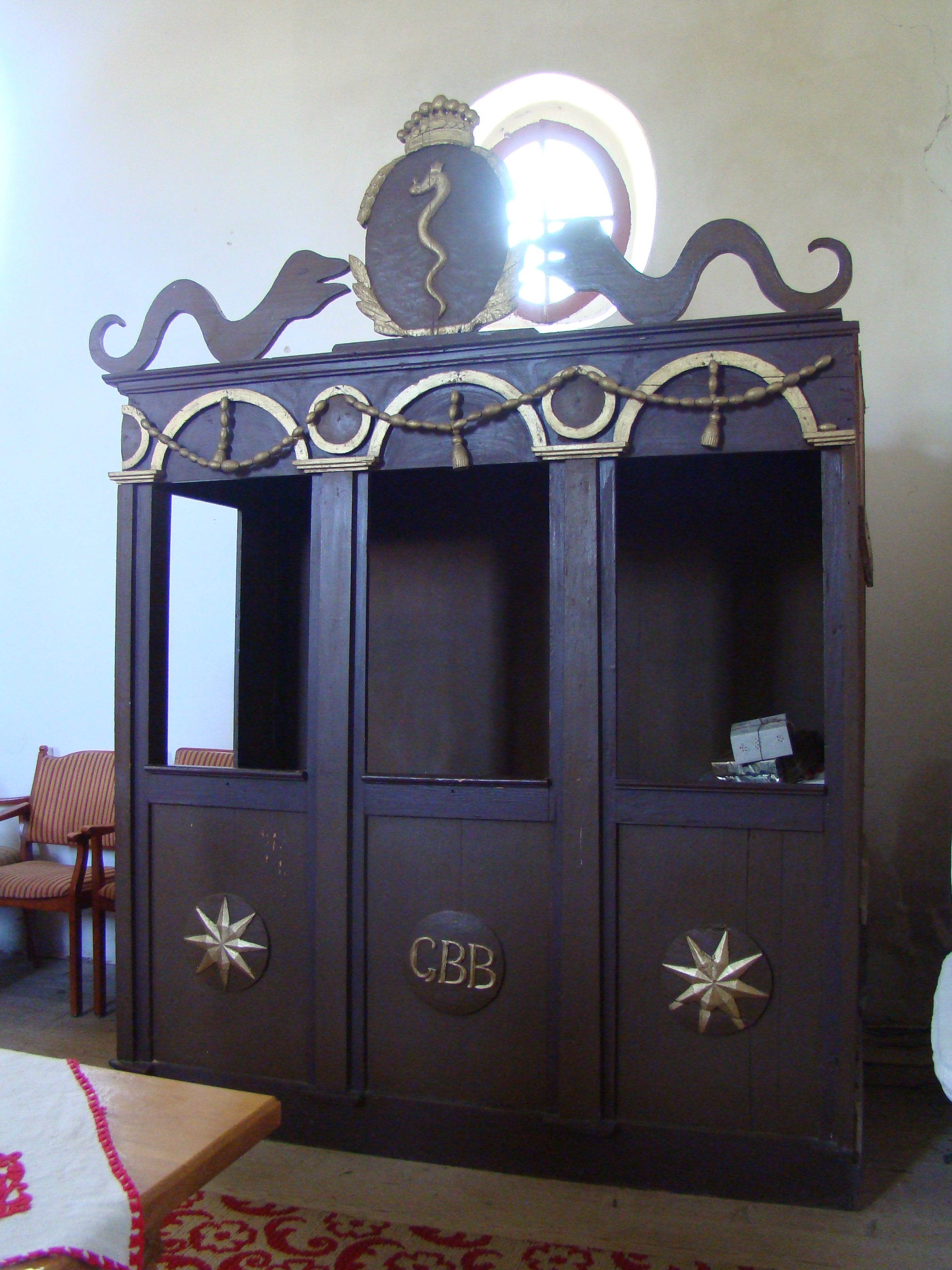
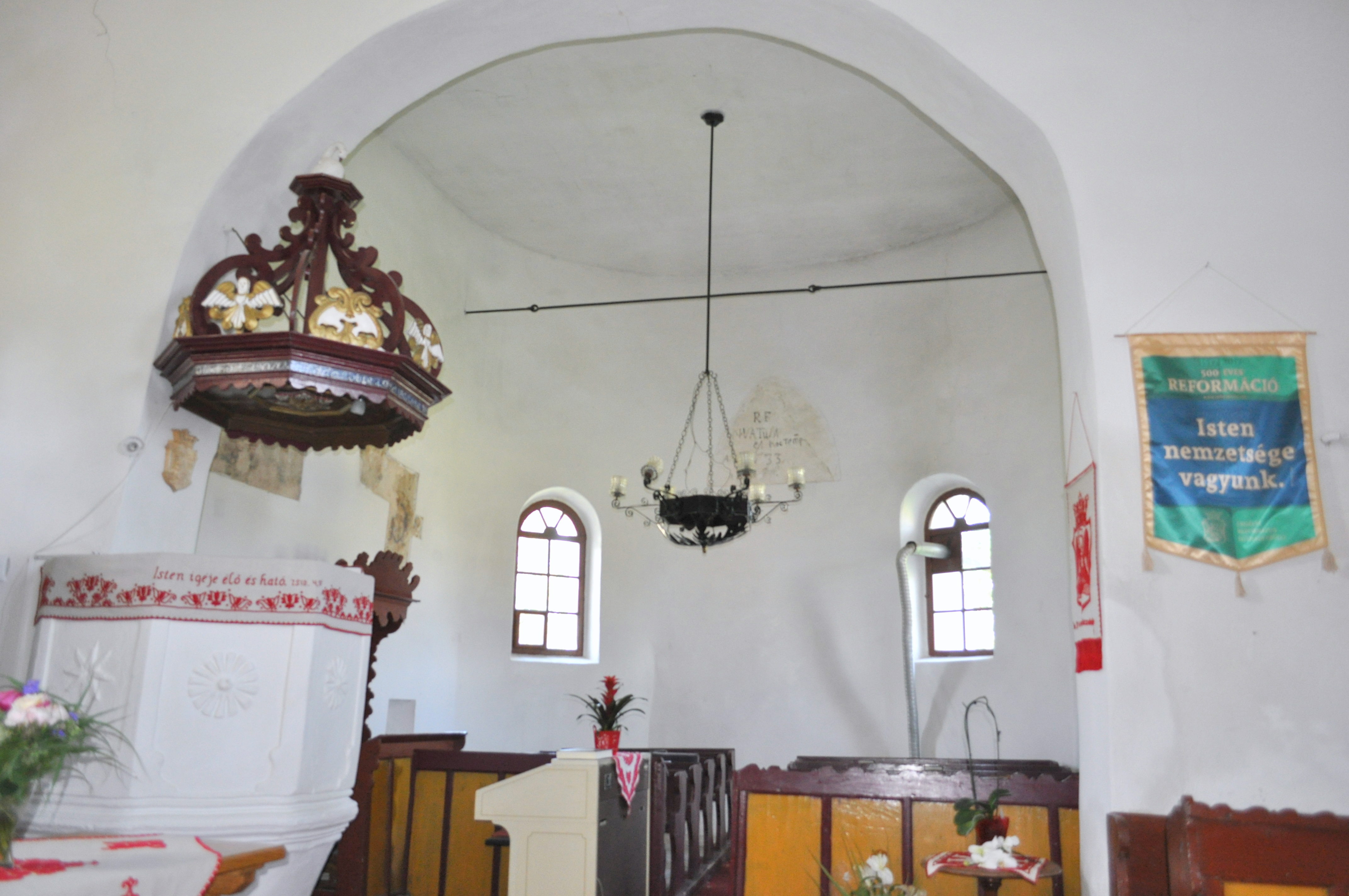
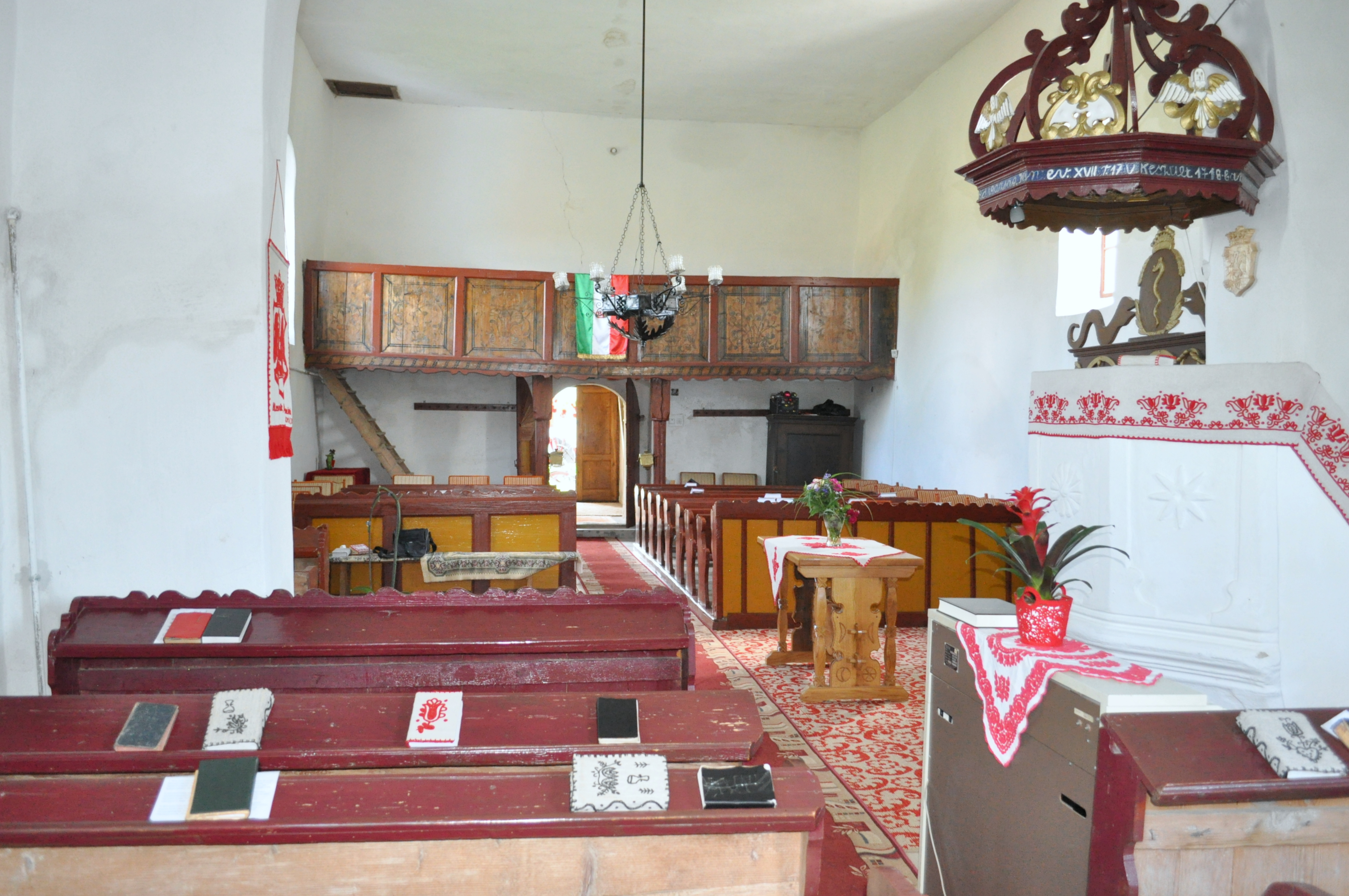